# فهرست شهرهای ترکیه
این مقاله فهرستی از بزرگ‌ترین شهرها و شهرک‌های ترکیه بر پایه جمعیت می‌باشد، که شامل شهرها و شهرک‌هایی می‌شود که مرکز استان هستند یا دست‌کم ۷٬۰۰۰ نفر جمعیت دارند. جمعیت کل ترکیه ۸۵٬۲۷۹٬۵۵۳ نفر است.

## شهرهای با جمعیت بیش از ۷٬۰۰۰ نفر
در جدول زیر شهرهای با بیش از ۷٬۰۰۰ نفر جمعیت بر اساس سرشماری ۳۱ دسامبر سال ۲۰۰۷ به همراه نتایج سرشماری‌های ۲۱ اکتبر ۱۹۹۰، ۲۲ اکتبر ۲۰۰۰، ۲۰۰۸ و تخمین جمعیت در سال ۲۰۰۹ ارائه شده‌اند. همچنین نام استان‌ها و مرکز استان مربوط به آن‌ها نیز در جدول نوشته شده است. اعداد داده‌شده در این جدول تعداد ساکنان شهر بدون حومه است.

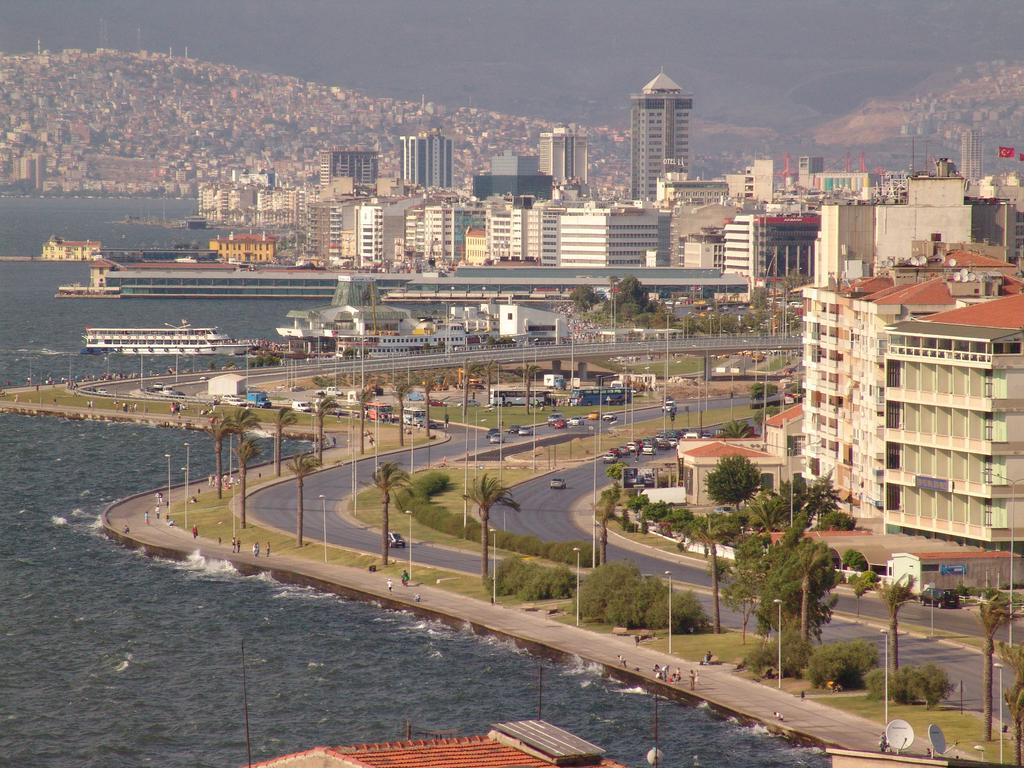
ازمیر

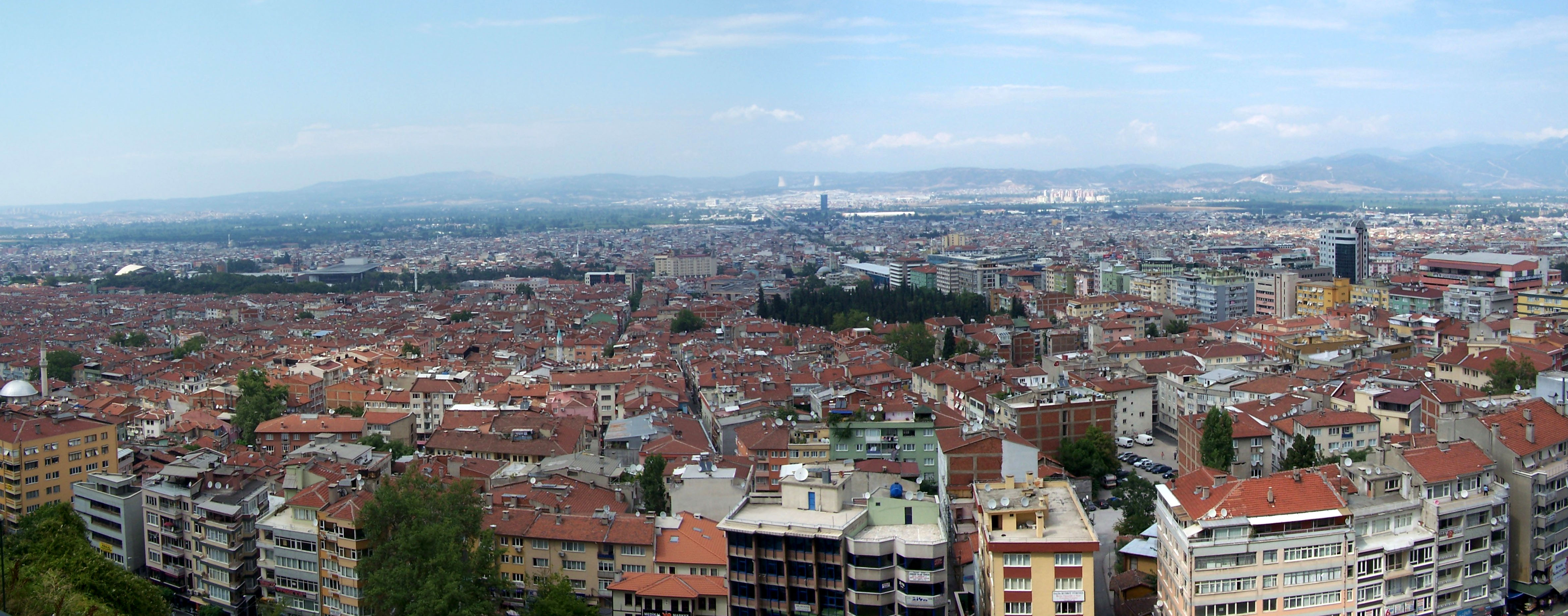
بورسا

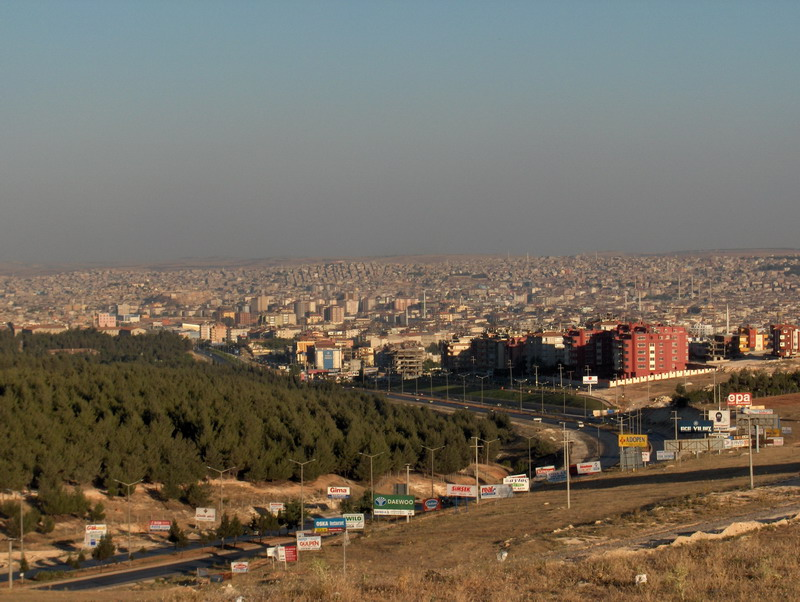
غازی‌عینتاب

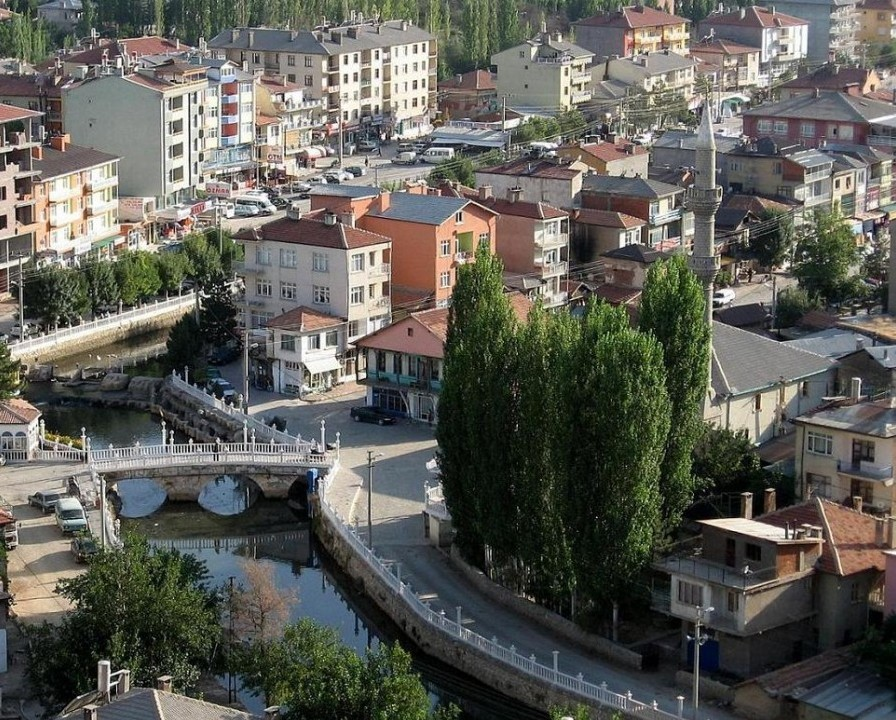
قونیه

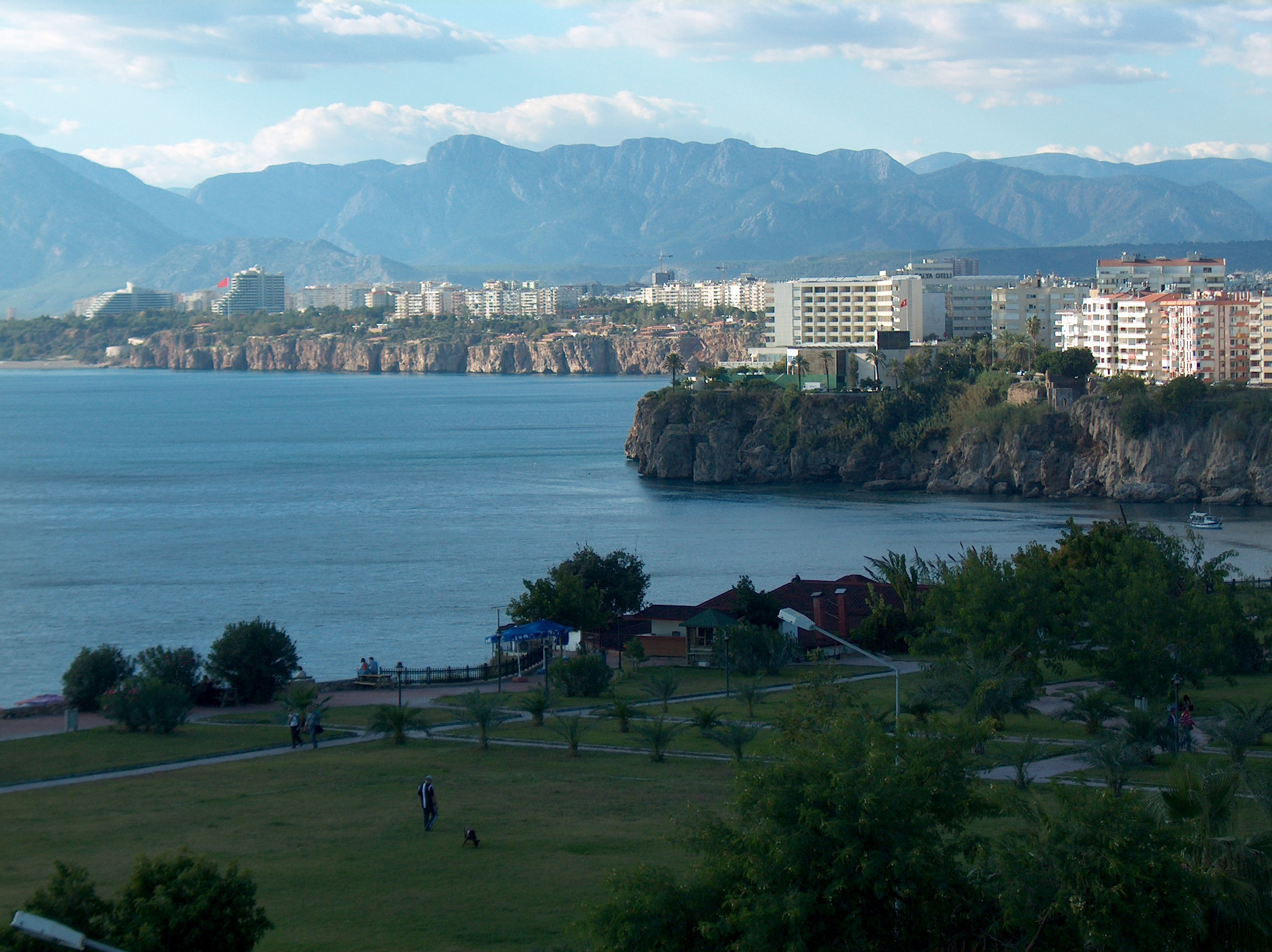
آنتالیا

| فهرست شهرهای ترکیه به ترتیب جمعیت |                  |                  |                  |                  |                  |               |                     |
| رتبه                              | شهر              | سرشماری سال ۱۹۹۰ | سرشماری سال ۲۰۰۰ | سرشماری سال ۲۰۰۷ | سرشماری سال ۲۰۰۸ | ۲۰۰۹ (برآورد) | استان               |
| ۱                                 | استانبول         | ۶٬۶۲۹٬۴۳۱        | ۸٬۸۰۳٬۴۶۸        | ۱۰٬۸۶۱٬۴۶۳       | ۱۰٬۸۷۸٬۳۶۰       | ۱۲٬۸۲۹٬۹۶۰    | استان استانبول      |
| ۲                                 | آنکارا           | ۲٬۵۸۳٬۹۶۳        | ۳٬۲۰۳٬۳۶۲        | ۳٬۸۴۲٬۷۳۷        | ۳٬۸۹۴٬۱۸۲        | ۴٬۳۰۶٬۱۰۵     | استان آنکارا        |
| ۳                                 | ازمیر            | ۱٬۷۵۸٬۷۸۰        | ۲٬۲۳۲٬۲۶۵        | ۲٬۶۴۴٬۵۳۱        | ۲٬۶۷۲٬۱۲۶        | ۳٬۲۷۶٬۸۱۵     | استان ازمیر         |
| ۴                                 | بورسا            | ۸۳۴٬۵۷۶          | ۱٬۱۹۴٬۶۸۷        | ۱٬۵۳۷٬۰۴۰        | ۱٬۵۸۹٬۵۳۰        | ۱٬۸۵۴٬۲۸۵     | استان بورسا         |
| ۵                                 | آدانا            | ۹۱۶٬۱۵۰          | ۱٬۱۳۰٬۷۱۰        | ۱٬۵۰۶٬۲۷۲        | ۱٬۵۱۷٬۷۸۷        | ۱٬۵۶۳٬۵۴۵     | استان آدانا         |
| ۶                                 | غازی‌عینتاب       | ۶۰۳٬۴۳۴          | ۸۵۳٬۵۱۳          | ۱٬۱۹۲٬۰۲۳        | ۱٬۲۳۵٬۸۱۵        | ۱٬۲۹۵٬۰۵۰     | استان غازی‌عینتاب    |
| ۷                                 | قونیه            | ۵۱۳٬۳۴۶          | ۷۴۲٬۶۹۰          | ۹۷۳٬۷۹۱          | ۹۸۰٬۹۷۳          | ۱٬۰۰۳٬۳۷۳     | استان قونیه         |
| ۸                                 | آنتالیا          | ۳۷۸٬۲۰۸          | ۶۰۳٬۱۹۰          | ۸۷۷٬۹۴۵          | ۹۱۱٬۴۹۷          | ۹۵۵٬۵۷۳       | استان آنتالیا       |
| ۹                                 | قیصریه           | ۴۲۵٬۷۷۶          | ۵۳۶٬۳۹۲          | ۷۷۵٬۵۹۴          | ۷۸۱٬۱۱۹          | ۹۱۱٬۹۸۴       | استان قیصریه        |
| ۱۰                                | مرسین            | ۴۸۱٬۴۵۹          | ۶۳۳٬۶۹۱          | ۶۹۲٬۳۰۰          | ۶۹۶٬۵۱۸          | ۸۴۲٬۲۳۰       | استان مرسین         |
| ۱۱                                | اسکی‌شهر          | ۴۱۳٬۰۸۲          | ۴۸۲٬۷۹۳          | ۵۸۱٬۴۰۸          | ۵۹۹٬۷۹۶          | ۶۱۷٬۲۱۵       | استان اسکی‌شهر       |
| ۱۲                                | دیاربکر          | ۳۷۳٬۸۱۰          | ۵۴۵٬۹۶۳          | ۶۱۳٬۳۳۲          | ۶۱۳٬۸۲۱          | ۶۱۴٬۳۱۰       | استان دیاربکر       |
| ۱۳                                | دنیزلی           | ۲۳۷٬۹۱۸          | ۳۵۷٬۵۵۷          | ۴۶۵٬۹۴۷          | ۴۷۹٬۳۸۱          | ۴۹۲٬۸۱۵       | استان دنیزلی        |
| ۱۴                                | شانلی‌اورفه       | ۲۷۶٬۵۲۸          | ۳۸۵٬۵۸۸          | ۴۷۲٬۲۳۸          | ۴۶۸٬۹۹۳          | ۴۶۵٬۷۴۸       | استان شانلی‌اورفه    |
| ۱۵                                | صامسون           | ۳۲۲٬۹۸۲          | ۳۸۸٬۵۰۹          | ۴۵۹٬۷۸۱          | ۴۶۱٬۶۴۰          | ۵۱۱٬۶۰۱       | استان سامسون        |
| ۱۷                                | ملطیه            | ۲۷۰٬۴۱۲          | ۳۸۱٬۰۸۱          | ۴۱۹٬۲۱۲          | ۴۱۱٬۱۸۱          | ۳۸۸٬۵۹۰       | استان ملطیه         |
| ۱۸                                | آداپازاری        | ۲۷۲٬۰۳۹          | ۲۸۳٬۷۵۲          | ۳۸۲٬۲۲۶          | ۵۴۸٬۱۲۰          | ۳۹۹٬۰۲۲       | استان سقاریه        |
| ۱۹                                | قهرمان مرعش      | ۲۲۸٬۱۲۹          | ۳۲۶٬۱۹۸          | ۳۸۰٬۸۰۵          | ۳۸۵٬۶۷۲          | ۳۸۴٬۹۵۳       | استان قهرمان مرعش   |
| ۲۰                                | ارزروم           | ۲۴۲٬۳۹۱          | ۳۶۱٬۲۳۵          | ۳۶۱٬۱۶۰          | ۳۵۹٬۷۵۲          | ۳۵۸٬۳۴۴       | استان ارزروم        |
| ۲۱                                | وان              | ۱۵۵٬۶۲۳          | ۲۸۴٬۴۶۴          | ۳۳۱٬۹۸۶          | ۳۴۲٬۱۳۹          | ۳۵۲٬۲۹۲       | استان وان           |
| ۲۲                                | الازیغ           | ۲۰۴٬۶۰۳          | ۲۶۶٬۴۹۵          | ۳۱۹٬۳۸۱          | ۳۱۲٬۵۸۴          | ۳۰۵٬۷۸۷       | استان الازیغ        |
| ۲۳                                | باتمان           | ۱۴۷٬۳۴۷          | ۲۴۶٬۶۷۸          | ۲۹۳٬۰۲۴          | ۲۹۸٬۳۴۲          | ۳۱۳٬۳۵۵       | استان باتمان        |
| ۲۵                                | ازمیت            | ۱۹۰٬۷۴۱          | ۱۹۵٬۶۹۹          | ۲۸۵٬۴۷۰          | ۲۸۷٬۹۷۰          | ۲۹۳٬۳۳۹       | استان قوجاایلی      |
| ۲۶                                | سیواس            | ۲۲۳٬۱۱۵          | ۲۵۱٬۷۷۶          | ۲۹۴٬۴۰۲          | ۲۸۸٬۶۹۳          | ۲۸۲٬۹۸۴       | استان سیواس         |
| ۲۷                                | گبزه             | ۱۵۹٬۱۱۶          | ۲۵۳٬۴۸۷          | ۲۷۰٬۶۱۴          | ۲۷۴٬۲۷۱          | ۲۸۲٬۴۴۴       | استان قوجاایلی      |
| ۲۸                                | مانیسا           | ۱۵۸٬۹۲۸          | ۲۱۴٬۹۴۹          | ۲۸۱٬۸۹۰          | ۲۷۸٬۹۶۷          | ۲۹۱٬۳۷۴       | استان مانیسا        |
| ۲۹                                | بالیکسیر         | ۱۷۰٬۵۸۹          | ۲۱۵٬۴۳۶          | ۲۴۱٬۴۰۴          | ۲۴۷٬۰۷۲          | ۲۵۹٬۱۵۷       | استان بالیکسیر      |
| ۳۱                                | طرسوس            | ۱۸۷٬۵۰۸          | ۲۱۶٬۳۸۲          | ۲۲۹٬۹۲۱          | ۲۲۸٬۴۷۱          | ۲۲۷٬۰۲۱       | استان مرسین         |
| ۳۲                                | ترابزون          | ۱۶۱٬۸۸۶          | ۲۱۴٬۹۴۹          | ۲۳۰٬۶۹۳          | ۲۲۰٬۸۶۰          | ۲۱۱٬۰۲۷       | استان ترابزون       |
| ۳۳                                | چوروم            | ۱۱۶٬۸۱۰          | ۱۶۱٬۳۲۱          | ۲۰۲٬۳۲۲          | ۲۰۶٬۵۷۲          | ۲۱۰٬۸۲۲       | استان چوروم         |
| ۳۴                                | چورلو            | ۷۴٬۶۸۱           | ۱۴۱٬۵۲۵          | ۱۹۰٬۷۹۲          | ۲۰۰٬۵۷۷          | ۲۱۰٬۳۶۲       | استان تکیرداغ       |
| ۳۶                                | عثمانیه          | ۱۲۲٬۳۰۷          | ۱۷۳٬۹۷۷          | ۱۸۰٬۴۷۷          | ۱۸۹٬۱۱۲          | ۱۹۷٬۷۴۷       | استان عثمانیه       |
| ۳۷                                | آدیامان          | ۱۰۰٬۰۴۵          | ۱۷۸٬۵۳۸          | ۱۹۱٬۶۲۷          | ۱۹۳٬۲۵۰          | ۱۹۸٬۴۳۳       | استان آدی‌یامان      |
| ۳۸                                | کوتاهیه          | ۱۳۰٬۹۴۴          | ۱۶۶٬۶۶۵          | ۲۱۲٬۹۳۴          | ۲۰۲٬۱۱۸          | ۲۱۲٬۴۴۴       | استان کوتاهیه       |
| ۳۹                                | قیریق‌قلعه        | ۱۸۵٬۴۳۱          | ۲۰۵٬۰۷۸          | ۱۹۳٬۵۲۶          | ۱۹۲٬۳۴۱          | ۱۹۲٬۷۰۵       | استان قیریق‌قلعه     |
| ۴۰                                | انتاکیه          | ۱۲۳٬۸۷۱          | ۱۴۴٬۹۱۰          | ۱۸۶٬۲۴۳          | ۱۸۸٬۳۱۰          | ۱۹۰٬۳۷۷       | استان ختای          |
| ۴۳                                | اسکندرون         | ۱۵۴٬۸۰۷          | ۱۵۹٬۱۴۹          | ۱۷۷٬۲۹۴          | ۱۷۶٬۳۷۴          | ۱۷۵٬۴۵۴       | استان ختای          |
| ۴۴                                | آیدین            | ۱۰۷٬۰۱۱          | ۱۴۳٬۲۶۷          | ۱۶۸٬۲۱۶          | ۱۷۱٬۲۴۲          | ۱۷۹٬۴۲۵       | استان آیدین         |
| ۴۵                                | عشاق             | ۱۰۵٬۲۷۰          | ۱۳۷٬۰۰۱          | ۱۷۲٬۷۰۹          | ۱۷۳٬۰۵۳          | ۱۷۳٬۳۹۷       | استان عشاق          |
| ۴۷                                | آق‌سرای           | ۹۰٬۶۹۸           | ۱۲۹٬۹۴۹          | ۱۵۳٬۵۷۰          | ۱۶۱٬۳۲۳          | ۱۷۱٬۴۲۳       | استان آق‌سرای        |
| ۴۸                                | افیون قره‌حصار    | ۹۵٬۶۴۳           | ۱۲۸٬۵۱۶          | ۱۵۹٬۹۶۷          | ۱۶۳٬۲۰۷          | ۱۷۰٬۴۵۵       | استان افیون قره‌حصار |
| ۴۹                                | اسپارتا          | ۱۱۲٬۱۱۷          | ۱۴۸٬۴۹۶          | ۱۸۴٬۷۳۵          | ۱۷۵٬۸۱۵          | ۱۶۶٬۸۹۵       | استان اسپارتا       |
| ۵۰                                | اینه‌گول          | ۷۳٬۲۵۸           | ۱۱۹٬۷۱۰          | ۱۵۴٬۶۹۸          | ۱۵۸٬۵۷۵          | ۱۶۲٬۴۵۲       | استان بورسا         |
| ۵۲                                | تکیرداغ          | ۸۰٬۴۴۲           | ۱۰۷٬۱۹۱          | ۱۳۳٬۳۲۲          | ۱۳۷٬۹۶۲          | ۱۴۲٬۶۰۲       | استان تکیرداغ       |
| ۵۳                                | ادرنه            | ۱۰۲٬۳۴۵          | ۱۱۹٬۲۹۸          | ۱۳۶٬۰۷۰          | ۱۳۸٬۲۲۲          | ۱۴۰٬۳۷۴       | استان ادرنه         |
| ۵۴                                | داریجا           | ۵۳٬۵۵۹           | ۸۵٬۸۱۸           | ۱۰۹٬۵۸۰          | ۱۳۵٬۹۶۶          | ۱۴۰٬۳۰۲       | استان قوجاایلی      |
| ۵۵                                | گولچوک           | ۱۰۴٬۲۳۴          | ۱۰۳٬۹۹۶          | ۱۲۷٬۲۰۶          | ۱۳۰٬۱۴۱          | ۱۲۹٬۷۱۳       | استان قوجاایلی      |
| ۵۶                                | قرامان           | ۷۶٬۵۲۵           | ۱۰۵٬۳۸۴          | ۱۲۲٬۸۰۹          | ۱۲۷٬۱۹۲          | ۱۳۲٬۰۶۴       | استان قرامان        |
| ۵۷                                | کورفز            | ۷۸٬۷۰۷           | ۹۹٬۳۲۲           | ۱۱۹٬۳۸۳          | ۱۲۵٬۰۱۲          | ۱۲۶٬۶۱۶       | استان قوجاایلی      |
| ۵۸                                | اردو             | ۱۰۲٬۱۰۷          | ۱۱۲٬۵۲۵          | ۱۳۴٬۰۰۵          | ۱۳۲٬۲۸۰          | ۱۳۵٬۸۷۸       | استان اردو          |
| ۵۹                                | سعرد             | ۶۸٬۳۲۰           | ۹۸٬۲۸۱           | ۱۱۷٬۵۹۹          | ۱۲۲٬۴۶۳          | ۱۲۷٬۳۲۷       | استان سعرد          |
| ۶۰                                | قزل‌تپه           | ۶۰٬۱۳۴           | ۱۱۳٬۱۴۳          | ۱۲۷٬۱۴۸          | ۱۲۵٬۴۵۵          | ۱۲۳٬۷۶۲       | استان ماردین        |
| ۶۱                                | درینجه           | ۶۶٬۱۴۱           | ۹۳٬۹۹۷           | ۱۱۳٬۹۹۱          | ۱۱۸٬۱۳۰          | ۱۱۹٬۷۰۴       | استان قوجاایلی      |
| ۶۳                                | دوزجه            | ۶۵٬۲۰۹           | ۵۶٬۶۴۹           | ۱۱۷٬۶۰۵          | ۱۱۹٬۴۱۰          | ۱۲۱٬۲۱۵       | استان دوزجه         |
| ۶۴                                | توقات            | ۸۳٬۰۵۸           | ۱۱۳٬۱۰۰          | ۱۲۷٬۹۸۸          | ۱۲۴٬۴۹۶          | ۱۲۱٬۰۰۴       | استان توقات         |
| ۶۵                                | بولو             | ۶۱٬۵۰۹           | ۸۴٬۵۶۵           | ۱۲۰٬۱۸۸          | ۱۲۰٬۰۰۱          | ۱۲۰٬۰۲۱       | استان بولی          |
| ۶۷                                | تورقوتلو         | ۷۳٬۶۳۴           | ۹۳٬۷۲۷           | ۱۱۱٬۱۶۶          | ۱۱۴٬۴۸۳          | ۱۱۷٬۸۰۰       | استان مانیسا        |
| ۷۰                                | باندیرما         | ۷۷٬۴۴۴           | ۹۷٬۴۱۹           | ۱۱۰٬۲۴۸          | ۱۱۱٬۴۹۴          | ۱۱۲٬۷۴۰       | استان بالیکسیر      |
| ۷۱                                | نازیلی           | ۸۰٬۲۷۷           | ۱۰۵٬۶۶۵          | ۱۰۵٬۶۷۵          | ۱۰۸٬۰۵۶          | ۱۱۰٬۴۳۷       | استان آیدین         |
| ۷۲                                | زنگولداغ         | ۱۱۷٬۹۷۵          | ۱۰۴٬۲۷۶          | ۱۰۷٬۳۵۴          | ۱۰۵٬۹۷۹          | ۱۰۴٬۶۰۴       | استان زنگولداغ      |
| ۷۳                                | قره‌بوک           | ۱۰۵٬۳۷۳          | ۱۰۰٬۷۴۹          | ۱۰۸٬۹۹۴          | ۱۰۶٬۱۴۸          | ۱۰۳٬۳۰۲       | استان قره‌بوک        |
| ۷۴                                | سیورک            | ۶۳٬۰۴۹           | ۱۲۶٬۸۲۰          | ۱۰۸٬۰۹۴          | ۱۰۵٬۴۷۵          | ۱۰۲٬۸۵۶       | استان شانلی‌اورفه    |
| ۷۵                                | قرشهر            | ۷۳٬۵۳۸           | ۸۸٬۱۰۵           | ۹۹٬۸۳۲           | ۱۰۱٬۳۳۳          | ۱۰۵٬۸۲۶       | استان قرشهر         |
| ۷۶                                | آق‌حصار           | ۷۳٬۹۴۴           | ۸۱٬۵۱۰           | ۹۶٬۳۹۳           | ۹۹٬۴۲۳           | ۱۰۲٬۴۵۳       | استان مانیسا        |
| ۷۸                                | لولبورگاز        | ۵۲٬۳۸۴           | ۷۹٬۰۰۲           | ۹۵٬۴۶۶           | ۹۸٬۱۲۸           | ۱۰۰٬۷۹۰       | استان قرقلرایلی     |
| ۷۹                                | نیغده            | ۵۵٬۰۳۵           | ۷۸٬۰۸۸           | ۱۰۰٬۴۱۸          | ۱۰۰٬۴۱۸          | ۱۰۵٬۷۰۲       | استان نیغده         |
| ۸۰                                | جیحان            | ۸۵٬۳۰۸           | ۱۰۸٬۶۰۲          | ۱۰۳٬۸۰۰          | ۱۰۲٬۰۴۰          | ۱۰۴٬۵۴۲       | استان آدانا         |
| ۸۱                                | کارادنیز ارغلی   | ۶۶٬۸۵۹           | ۷۹٬۴۸۶           | ۹۴٬۷۳۶           | ۹۸٬۵۴۵           | ۹۹٬۲۹۸        | استان زنگولداغ      |
| ۸۲                                | جیزره            | ۵۰٬۰۲۳           | ۶۹٬۵۹۱           | ۹۰٬۴۷۷           | ۹۴٬۰۷۶           | ۹۴٬۸۳۵        | استان شرناق         |
| ۸۳                                | صالحی            | ۷۰٬۸۶۱           | ۸۳٬۱۳۷           | ۹۶٬۵۹۴           | ۹۶٬۴۴۹           | ۹۶٬۳۰۴        | استان مانیسا        |
| ۸۴                                | چاناق‌قلعه        | ۵۳٬۹۹۵           | ۷۵٬۱۸۰           | ۸۶٬۵۴۴           | ۹۰٬۶۵۳           | ۹۴٬۷۶۲        | استان چاناق‌قلعه     |
| ۸۵                                | یالوا            | ۶۵٬۸۲۳           | ۷۰٬۱۱۸           | ۸۷٬۳۷۲           | ۹۱٬۰۴۷           | ۹۴٬۷۲۲        | استان یالوا         |
| ۸۶                                | نیزیپ            | ۵۸٬۶۰۴           | ۷۱٬۶۲۹           | ۹۱٬۴۸۶           | ۹۳٬۱۰۱           | ۹۴٬۸۳۵        | استان غازی‌عینتاب    |
| ۸۷                                | آلانیه           | ۵۲٬۴۶۰           | ۸۸٬۳۴۶           | ۹۱٬۷۱۳           | ۹۲٬۲۲۳           | ۹۴٬۳۱۶        | استان آنتالیا       |
| ۸۸                                | عرغلی            | ۷۴٬۲۸۳           | ۸۲٬۶۳۳           | ۹۴٬۵۴۲           | ۹۳٬۱۶۱           | ۹۵٬۰۵۸        | استان قونیه         |
| ۸۹                                | گره‌سون           | ۶۷٬۶۰۴           | ۸۳٬۶۳۶           | ۸۹٬۲۴۱           | ۹۰٬۰۳۴           | ۹۰٬۸۲۷        | استان گره‌سون        |
| ۹۱                                | ریزه             | ۵۲٬۷۴۳           | ۷۸٬۱۴۴           | ۹۴٬۸۰۰           | ۹۱٬۹۰۴           | ۹۶٬۵۰۳        | استان ریزه          |
| ۹۲                                | پولاتلی          | ۶۰٬۱۵۸           | ۷۹٬۹۹۲           | ۹۱٬۱۶۶           | ۸۹٬۰۲۴           | ۹۶٬۸۱۲        | استان آنکارا        |
| ۹۳                                | آغری             | ۵۸٬۰۳۸           | ۷۹٬۷۶۴           | ۹۷٬۸۳۹           | ۹۱٬۸۱۷           | ۹۹٬۲۷۶        | استان آغری          |
| ۹۴                                | بینگول           | ۴۱٬۵۹۰           | ۶۸٬۸۷۶           | ۸۶٬۵۱۱           | ۸۶٬۱۱۳           | ۸۹٬۲۲۴        | استان بینگول        |
| ۹۵                                | کاراتپه          | ۴۲٬۰۸۰           | ۶۴٬۲۶۲           | ۷۴٬۷۷۴           | ۸۰٬۲۲۱           | ۸۲٬۵۵۱        | استان قوجاایلی      |
| ۹۶                                | ارزنجان          | ۹۱٬۷۷۲           | ۱۰۷٬۱۷۵          | ۸۶٬۷۷۹           | ۸۶٬۰۵۱           | ۸۵٬۳۲۳        | استان ارزنجان       |
| ۹۷                                | نوشهر (ترکیه)    | ۵۲٬۷۱۹           | ۶۷٬۸۶۴           | ۸۱٬۶۸۸           | ۸۱٬۸۹۹           | ۸۴٬۶۳۱        | استان نوشهر         |
| ۹۸                                | قسطمونی          | ۵۱٬۵۶۰           | ۶۴٬۶۰۶           | ۸۰٬۵۸۲           | ۸۰٬۹۴۶           | ۸۶٬۰۸۵        | استان قسطمونی       |
| ۱۰۰                               | نصیبین           | ۴۹٬۶۷۱           | ۷۴٬۱۱۰           | ۸۸٬۲۹۶           | ۸۴٬۳۷۲           | ۸۳٬۸۳۲        | استان ماردین        |
| ۱۰۱                               | چاییرووا         | ۷٬۸۰۰            | ۲۴٬۸۲۵           | ۴۵٬۰۸۵           | ۷۸٬۴۳۰           | ۸۲٬۴۹۴        | استان قوجاایلی      |
| ۱۰۲                               | ماردین           | ۵۳٬۰۰۵           | ۶۵٬۰۷۲           | ۸۲٬۱۳۴           | ۸۱٬۲۶۹           | ۸۲٬۴۴۹        | استان ماردین        |
| ۱۰۳                               | البستان          | ۵۴٬۷۴۱           | ۷۱٬۵۰۰           | ۸۲٬۲۳۸           | ۸۱٬۲۳۹           | ۸۵٬۶۴۲        | استان قهرمان مرعش   |
| ۱۰۴                               | بافرا            | ۶۵٬۶۰۰           | ۸۳٬۷۳۳           | ۸۵٬۳۲۵           | ۸۲٬۵۹۳           | ۷۹٬۸۶۱        | استان سامسون        |
| ۱۰۵                               | کیلیس            | ۸۴٬۰۷۷           | ۷۷٬۶۷۰           | ۷۷٬۷۰۶           | ۷۸٬۶۹۸           | ۷۹٬۶۹۰        | استان کیلیس         |
| ۱۰۶                               | آماسیه           | ۵۷٬۰۸۷           | ۷۴٬۳۹۳           | ۸۵٬۸۵۱           | ۸۲٬۲۰۰           | ۸۶٬۶۶۷        | استان آماسیه        |
| ۱۰۷                               | ماناوغات         | ۳۸٬۴۹۸           | ۷۱٬۶۷۹           | ۷۵٬۱۶۳           | ۷۶٬۶۰۵           | ۸۱٬۹۰۳        | استان آنتالیا       |
| ۱۰۸                               | کادیرلی          | ۵۵٬۰۶۱           | ۶۵٬۲۲۷           | ۷۷٬۳۷۹           | ۷۶٬۹۷۶           | ۷۸٬۹۶۴        | استان عثمانیه       |
| ۱۰۹                               | سیلوپی           | ۲۳٬۴۳۰           | ۵۱٬۱۹۹           | ۷۰٬۶۷۰           | ۷۳٬۶۰۳           | ۷۳٬۴۰۰        | استان شرناق         |
| ۱۱۰                               | ایغدیر           | ۳۸٬۹۱۷           | ۵۹٬۸۸۰           | ۷۵٬۹۲۷           | ۷۵٬۸۲۴           | ۷۵٬۷۲۱        | استان ایغدیر        |
| ۱۱۱                               | سوماً             | ۴۹٬۹۷۷           | ۶۰٬۶۷۴           | ۷۰٬۶۸۳           | ۷۳٬۰۲۷           | ۷۴٬۱۵۸        | استان مانیسا        |
| ۱۱۲                               | چرکزکی           | ۲۳٬۱۰۲           | ۴۱٬۶۳۸           | ۶۰٬۹۰۷           | ۶۷٬۶۱۷           | ۶۹٬۸۷۵        | استان تکیرداغ       |
| ۱۱۳                               | ویران‌شهر         | ۵۷٬۴۶۱           | ۱۲۱٬۳۸۲          | ۱۰۰٬۹۲۹          | ۸۷٬۶۰۵           | ۸۹٬۹۴۰        | استان شانلی‌اورفه    |
| ۱۱۴                               | قارص             | ۷۸٬۴۵۵           | ۷۸٬۴۷۳           | ۷۶٬۹۹۲           | ۷۵٬۲۹۱           | ۷۶٬۷۲۹        | استان قارص          |
| ۱۱۶                               | قوزان            | ۵۴٬۴۵۱           | ۷۵٬۸۳۳           | ۷۲٬۴۶۳           | ۷۲٬۷۲۷           | ۷۴٬۵۲۱        | استان آدانا         |
| ۱۱۸                               | اوده‌میش          | ۵۱٬۶۲۰           | ۶۱٬۸۹۶           | ۷۱٬۲۱۹           | ۷۱٬۴۸۰           | ۷۳٬۳۳۰        | استان ازمیر         |
| ۱۱۹                               | یوزگات           | ۵۰٬۳۳۵           | ۷۳٬۹۳۰           | ۷۲٬۱۸۳           | ۷۱٬۷۶۸           | ۷۱٬۳۵۳        | استان یوزگات        |
| ۱۲۰                               | اونیه            | ۴۵٬۷۱۶           | ۶۱٬۵۵۲           | ۷۲٬۸۶۷           | ۷۲٬۰۸۰           | ۷۴٬۸۰۶        | استان اردو          |
| ۱۲۱                               | فتحیه            | ۳۷٬۴۶۶           | ۵۰٬۶۸۹           | ۶۶٬۲۷۱           | ۶۸٬۲۸۵           | ۷۰٬۲۹۹        | استان موغله         |
| ۱۲۲                               | ارچیش            | ۴۰٬۴۸۱           | ۷۰٬۸۸۱           | ۷۷٬۴۶۴           | ۷۳٬۷۳۳           | ۷۰٬۰۰۲        | استان وان           |
| ۱۲۳                               | درتیول           | ۴۷٬۱۴۴           | ۵۳٬۵۹۷           | ۶۶٬۰۸۲           | ۶۷٬۴۳۰           | ۶۸٬۷۷۸        | استان ختای          |
| ۱۲۴                               | موش              | ۴۴٬۰۱۹           | ۶۷٬۹۲۷           | ۷۰٬۵۰۹           | ۶۹٬۵۰۷           | ۷۲٬۷۷۴        | استان موش           |
| ۱۲۵                               | چانقری           | ۴۵٬۴۹۶           | ۶۲٬۵۰۸           | ۶۸٬۵۹۶           | ۶۷٬۵۸۸           | ۶۶٬۵۸۰        | استان چانقری        |
| ۱۲۶                               | قاراخان          | ۶۸٬۶۰۱           | ۶۳٬۶۱۵           | ۷۰٬۵۴۳           | ۶۸٬۲۱۲           | ۶۵٬۸۸۱        | استان ختای          |
| ۱۲۷                               | سؤکی             | ۵۰٬۸۶۶           | ۶۲٬۳۸۴           | ۶۶٬۱۵۶           | ۶۵٬۹۷۴           | ۶۵٬۷۹۲        | استان آیدین         |
| ۱۲۸                               | شرناق            | ۲۵٬۰۵۹           | ۵۲٬۷۴۳           | ۵۴٬۳۰۲           | ۵۹٬۴۳۵           | ۶۳٬۶۶۴        | استان شرناق         |
| ۱۲۹                               | حکاری            | ۳۰٬۴۰۷           | ۵۸٬۱۴۵           | ۵۷٬۹۵۴           | ۶۰٬۸۹۱           | ۶۳٬۸۲۸        | استان حکاری         |
| ۱۳۰                               | قیریق‌قلعه        | ۴۳٬۰۱۷           | ۵۳٬۲۲۱           | ۵۹٬۹۷۰           | ۶۱٬۸۸۰           | ۶۴٬۲۶۵        | استان قیریق‌قلعه     |
| ۱۳۱                               | باشیسکله         | ۳۱٬۱۶۷           | ۴۹٬۸۵۵           | ۵۹٬۹۹۳           | ۶۱٬۷۲۰           | ۶۲٬۶۶۳        | استان قوجاایلی      |
| ۱۳۲                               | دغوبایزید        | ۳۵٬۲۱۳           | ۵۶٬۲۶۱           | ۶۹٬۴۱۴           | ۶۶٬۴۲۳           | ۶۳٬۴۳۲        | استان آغری          |
| ۱۳۳                               | کوش‌آداسی         | ۳۱٬۹۱۱           | ۴۷٬۶۶۱           | ۵۴٬۶۶۳           | ۵۸٬۶۵۰           | ۶۲٬۶۳۷        | استان آیدین         |
| ۱۳۴                               | ارگانی           | ۳۷٬۳۶۵           | ۴۷٬۳۳۳           | ۶۱٬۹۷۳           | ۶۲٬۲۸۷           | ۶۲٬۶۰۱        | استان دیاربکر       |
| ۱۳۵                               | تاوشانلو         | ۳۸٬۲۱۴           | ۴۷٬۲۲۴           | ۶۱٬۸۴۱           | ۶۲٬۰۴۰           | ۶۲٬۲۳۹        | استان کوتاهیه       |
| ۱۳۶                               | بوردور           | ۵۶٬۴۳۲           | ۶۳٬۳۶۳           | ۷۰٬۱۵۷           | ۶۶٬۱۸۲           | ۷۱٬۶۱۱        | استان بوردور        |
| ۱۳۷                               | تورهال           | ۶۹٬۰۷۹           | ۹۵٬۵۳۶           | ۶۳٬۱۸۱           | ۶۲٬۳۵۲           | ۶۱٬۵۲۳        | استان توقات         |
| ۱۳۸                               | یوکسک‌اوا         | ۲۸٬۹۰۹           | ۵۹٬۶۶۲           | ۵۹٬۴۱۰           | ۶۰٬۲۹۶           | ۶۱٬۱۸۲        | استان حکاری         |
| ۱۳۹                               | تاتوان           | ۵۴٬۰۷۱           | ۶۶٬۷۴۸           | ۵۵٬۰۳۳           | ۵۷٬۹۷۶           | ۶۰٬۹۱۹        | استان بتلیس         |
| ۱۴۰                               | ریحانلی          | ۴۲٬۴۵۱           | ۵۲٬۱۳۵           | ۶۰٬۰۷۳           | ۶۰٬۴۱۸           | ۶۰٬۷۶۳        | استان ختای          |
| ۱۴۱                               | موغله            | ۳۵٬۶۰۵           | ۴۳٬۸۴۵           | ۵۲٬۹۱۸           | ۵۶٬۶۱۹           | ۶۱٬۵۵۰        | استان موغله         |
| ۱۴۲                               | کاختا            | ۴۲٬۱۸۳           | ۶۰٬۶۸۹           | ۵۹٬۵۷۰           | ۵۹٬۶۶۵           | ۵۹٬۷۶۰        | استان آدیامان       |
| ۱۴۳                               | آق‌شهر            | ۵۱٬۷۴۶           | ۶۰٬۲۲۶           | ۶۳٬۴۷۲           | ۶۰٬۷۶۵           | ۵۸٬۰۵۸        | استان قونیه         |
| ۱۴۴                               | برگاما           | ۴۲٬۵۵۴           | ۵۲٬۱۷۳           | ۵۸٬۲۱۲           | ۵۷٬۹۴۷           | ۵۷٬۶۸۲        | استان ازمیر         |
| ۱۴۵                               | اربا             | ۳۳٬۵۵۴           | ۴۵٬۵۹۵           | ۵۶٬۸۱۰           | ۵۷٬۲۱۰           | ۵۷٬۶۱۰        | استان توقات         |
| ۱۴۶                               | بوزویوک          | ۳۳٬۱۶۲           | ۴۷٬۴۶۹           | ۵۴٬۴۲۲           | ۵۵٬۹۸۵           | ۵۷٬۵۴۸        | استان بیله‌جک        |
| ۱۴۷                               | چهارشنبه         | ۳۸٬۸۶۳           | ۴۹٬۱۸۹           | ۶۰٬۷۱۴           | ۵۸٬۹۶۶           | ۵۷٬۲۱۸        | استان سامسون        |
| ۱۴۸                               | مصطفی کمال پاشا  | ۳۷٬۹۳۸           | ۴۶٬۷۳۱           | ۵۵٬۸۱۸           | ۵۶٬۴۹۰           | ۵۷٬۱۶۲        | استان بورسا         |
| ۱۴۹                               | پاتنوس           | ۳۳٬۷۵۹           | ۷۱٬۸۲۹           | ۶۷٬۱۲۱           | ۶۲٬۰۶۸           | ۵۷٬۰۱۵        | استان آغری          |
| ۱۵۰                               | اورخان غازی      | ۳۱٬۸۸۹           | ۴۴٬۴۲۶           | ۵۳٬۱۸۹           | ۵۴٬۳۳۳           | ۵۵٬۴۷۷        | استان بورسا         |
| ۱۵۱                               | بسمل             | ۳۹٬۸۳۴           | ۶۱٬۱۶۲           | ۵۷٬۳۵۹           | ۵۶٬۳۹۰           | ۵۵٬۴۲۱        | استان دیاربکر       |
| ۱۵۲                               | سورگون           | ۳۱٬۱۷۹           | ۵۳٬۸۸۴           | ۴۴٬۰۲۷           | ۴۹٬۵۲۸           | ۵۵٬۰۲۹        | استان یوزگات        |
| ۱۵۳                               | کشان             | ۴۰٬۶۵۶           | ۴۲٬۷۵۵           | ۵۴٬۳۶۶           | ۵۴٬۱۸۹           | ۵۴٬۰۱۲        | استان ادرنه         |
| ۱۵۵                               | میدیات           | ۲۹٬۵۶۹           | ۵۶٬۶۶۹           | ۵۶٬۳۴۰           | ۵۴٬۷۹۹           | ۵۳٬۲۵۸        | استان ماردین        |
| ۱۵۷                               | مرزیفون          | ۴۰٬۴۳۱           | ۴۵٬۶۱۳           | ۵۲٬۰۵۰           | ۵۲٬۱۹۲           | ۵۲٬۳۳۴        | استان آماسیه        |
| ۱۵۸                               | کاپاکلی          | ۶٬۱۴۲            | ۲۷٬۲۰۹           | ۴۱٬۹۵۶           | ۴۶٬۷۶۰           | ۵۱٬۵۶۴        | استان تکیرداغ       |
| ۱۵۹                               | میلاس            | ۲۸٬۷۴۱           | ۳۸٬۰۶۳           | ۴۸٬۸۹۶           | ۵۰٬۱۴۱           | ۵۱٬۳۸۶        | استان موغله         |
| ۱۶۰                               | قراجه‌بی          | ۳۱٬۶۶۵           | ۴۰٬۶۲۴           | ۵۲٬۰۱۶           | ۵۱٬۶۴۲           | ۵۱٬۲۶۸        | استان بورسا         |
| ۱۶۲                               | سوروچ            | ۴۰٬۳۹۵           | ۴۴٬۴۲۱           | ۶۴٬۷۶۵           | ۵۷٬۸۷۸           | ۵۰٬۹۹۱        | استان شانلی‌اورفه    |
| ۱۶۳                               | ادرمیت           | ۳۵٬۴۸۶           | ۳۹٬۲۰۲           | ۴۷٬۳۸۳           | ۴۹٬۱۲۲           | ۵۰٬۸۶۱        | استان بالیکسیر      |
| ۱۶۴                               | تیره             | ۳۷٬۸۵۵           | ۴۲٬۹۸۸           | ۴۸٬۵۶۵           | ۴۹٬۴۵۱           | ۵۰٬۳۳۷        | استان ازمیر         |
| ۱۶۶                               | فاتسا            | ۳۹٬۴۶۷           | ۶۳٬۷۲۱           | ۶۸٬۹۱۷           | ۵۹٬۰۹۴           | ۴۹٬۲۷۱        | استان اردو          |
| ۱۶۷                               | بارتین           | ۳۱٬۹۷۴           | ۳۵٬۹۹۲           | ۴۷٬۰۸۲           | ۴۷٬۹۹۹           | ۵۱٬۶۴۰        | استان بارتین        |
| ۱۶۸                               | سلوکیه (ترکیه)   | ۴۶٬۸۵۸           | ۶۴٬۸۲۷           | ۵۲٬۹۶۱           | ۵۰٬۳۲۷           | ۴۷٬۶۹۳        | استان مرسین         |
| ۱۶۹                               | آلاشهر           | ۳۶٬۶۴۹           | ۳۹٬۵۹۰           | ۴۵٬۹۷۱           | ۴۶٬۵۴۴           | ۴۷٬۱۱۷        | استان مانیسا        |
| ۱۷۰                               | دیدیم            | ۱۱٬۳۷۸           | ۲۵٬۶۹۹           | ۳۱٬۷۴۶           | ۳۹٬۱۸۳           | ۴۶٬۶۲۰        | استان آیدین         |
| ۱۷۱                               | سریک             | ۲۳٬۱۰۶           | ۳۰٬۵۷۹           | ۴۹٬۰۲۷           | ۴۷٬۷۸۴           | ۴۶٬۵۴۱        | استان آنتالیا       |
| ۱۷۲                               | بیره‌جک           | ۲۸٬۴۴۰           | ۴۰٬۰۵۴           | ۴۶٬۳۰۴           | ۴۶٬۰۲۰           | ۴۵٬۷۳۶        | استان شانلی‌اورفه    |
| ۱۷۳                               | قره‌مرسل          | ۲۴٬۴۶۲           | ۲۹٬۳۵۳           | ۴۴٬۱۲۱           | ۴۴٬۹۲۵           | ۴۶٬۱۳۲        | استان قوجاایلی      |
| ۱۷۴                               | کاراکوپرو        | ۲٬۷۱۹            | ۱۳٬۲۲۷           | ۲۲٬۷۸۲           | ۳۴٬۰۹۸           | ۴۵٬۴۱۴        | استان شانلی‌اورفه    |
| ۱۷۵                               | سامانداغ         | ۲۹٬۸۵۷           | ۳۴٬۶۴۱           | ۴۲٬۰۱۲           | ۴۳٬۵۲۸           | ۴۵٬۰۴۴        | استان ختای          |
| ۱۷۷                               | اردملی           | ۳۰٬۰۴۲           | ۴۰٬۱۷۵           | ۴۳٬۷۲۱           | ۴۳٬۶۴۷           | ۴۳٬۵۷۳        | استان مرسین         |
| ۱۷۸                               | جیلان‌پینار       | ۳۳٬۲۳۸           | ۴۴٬۲۵۸           | ۴۳٬۸۹۰           | ۴۳٬۷۱۸           | ۴۳٬۵۴۶        | استان شانلی‌اورفه    |
| ۱۷۹                               | گونن             | ۲۶٬۸۴۹           | ۳۶٬۲۶۳           | ۴۱٬۸۱۱           | ۴۲٬۴۲۸           | ۴۳٬۰۴۵        | استان بالیکسیر      |
| ۱۸۰                               | دیلوواسی         | ۱۸٬۵۹۰           | ۲۸٬۸۹۰           | ۴۰٬۲۰۱           | ۴۱٬۴۵۵           | ۴۱٬۶۴۳        | استان قوجاایلی      |
| ۱۸۳                               | دوزیچی           | ۳۱٬۸۱۳           | ۳۹٬۰۹۷           | ۳۹٬۱۶۲           | ۴۰٬۲۷۱           | ۴۱٬۳۸۰        | استان عثمانیه       |
| ۱۸۵                               | اوزونکوپرو       | ۳۴٬۷۴۱           | ۳۶٬۱۶۲           | ۴۱٬۹۰۷           | ۴۱٬۱۶۵           | ۴۰٬۴۲۳        | استان ادرنه         |
| ۱۸۸                               | بتلیس            | ۳۸٬۱۳۰           | ۴۴٬۹۲۳           | ۴۳٬۳۵۹           | ۴۱٬۴۰۴           | ۴۶٬۰۶۲        | استان بتلیس         |
| ۱۸۹                               | بیگا             | ۲۰٬۷۵۳           | ۲۷٬۵۴۹           | ۳۳٬۵۰۹           | ۳۶٬۴۶۹           | ۳۹٬۴۲۹        | استان چاناق‌قلعه     |
| ۱۹۰                               | سیدی‌شهر          | ۴۲٬۷۳۷           | ۴۸٬۳۷۲           | ۳۷٬۷۶۳           | ۳۸٬۴۸۷           | ۳۹٬۲۱۱        | استان قونیه         |
| ۱۹۲                               | سیلوان           | ۶۰٬۷۳۱           | ۶۴٬۱۳۶           | ۴۷٬۱۰۵           | ۴۲٬۷۳۶           | ۳۸٬۳۶۷        | استان دیاربکر       |
| ۱۹۳                               | افشین            | ۲۸٬۵۲۴           | ۳۵٬۸۳۴           | ۳۸٬۶۲۵           | ۳۸٬۴۰۹           | ۳۸٬۱۹۳        | استان قهرمان مرعش   |
| ۱۹۴                               | برهانیه          | ۲۱٬۸۰۵           | ۳۱٬۲۲۷           | ۳۶٬۶۹۶           | ۳۷٬۴۱۵           | ۳۸٬۱۳۴        | استان بالیکسیر      |
| ۱۹۶                               | سولواووا         | ۳۶٬۲۲۳           | ۴۲٬۷۱۵           | ۳۷٬۲۳۵           | ۳۷٬۲۶۶           | ۳۷٬۲۹۷        | استان آماسیه        |
| ۱۹۸                               | بوجاک            | ۲۷٬۴۰۷           | ۲۸٬۸۳۳           | ۳۵٬۶۲۱           | ۳۵٬۸۴۳           | ۳۶٬۰۶۵        | استان بوردور        |
| ۱۹۹                               | سینوپ            | ۲۵٬۵۳۷           | ۳۰٬۵۰۲           | ۳۴٬۷۵۵           | ۳۵٬۳۹۳           | ۳۶٬۰۳۱        | استان سینوپ         |
| ۲۰۰                               | دولی             | ۳۲٬۹۶۱           | ۳۵٬۰۸۴           | ۳۶٬۱۲۱           | ۳۶٬۰۷۲           | ۳۶٬۰۲۳        | استان قیصریه        |
| ۲۰۱                               | بولانجاک         | ۲۴٬۱۷۲           | ۳۲٬۱۸۲           | ۳۷٬۰۲۱           | ۳۶٬۵۰۵           | ۳۵٬۹۸۹        | استان گره‌سون        |
| ۲۰۲                               | بر               | ۲۴٬۵۵۶           | ۲۹٬۸۰۴           | ۳۵٬۱۵۱           | ۳۵٬۵۳۲           | ۳۵٬۹۱۳        | استان نیغده         |
| ۲۰۳                               | سافران‌بولو       | ۲۴٬۳۵۱           | ۳۱٬۶۹۷           | ۳۸٬۳۳۴           | ۳۷٬۰۹۲           | ۳۵٬۸۵۰        | استان قره‌بوک        |
| ۲۰۴                               | آقچه‌آباد         | ۲۶٬۲۴۰           | ۳۹٬۱۰۲           | ۳۶٬۲۸۹           | ۳۵٬۸۶۸           | ۳۵٬۴۴۷        | استان ترابزون       |
| ۲۰۶                               | آیوالیک          | ۲۵٬۶۸۷           | ۳۱٬۹۸۶           | ۳۴٬۶۵۱           | ۳۴٬۹۶۸           | ۳۵٬۲۸۵        | استان بالیکسیر      |
| ۲۰۷                               | مارماریس         | ۱۶٬۳۶۱           | ۲۸٬۶۶۰           | ۲۸٬۱۷۱           | ۳۱٬۴۵۰           | ۳۴٬۷۲۹        | استان موغله         |
| ۲۰۸                               | پایاس            | ۳۳٬۴۴۳           | ۳۰٬۱۴۰           | ۳۲٬۵۸۷           | ۳۳٬۵۴۷           | ۳۴٬۵۰۷        | استان ختای          |
| ۲۰۹                               | سونگورلو         | ۳۰٬۵۲۱           | ۳۵٬۳۹۷           | ۳۴٬۲۲۷           | ۳۴٬۲۱۱           | ۳۴٬۱۹۵        | استان چوروم         |
| ۲۱۰                               | بی‌پازاری         | ۲۶٬۲۲۵           | ۳۴٬۴۴۱           | ۳۴٬۴۹۶           | ۳۴٬۳۱۹           | ۳۴٬۱۴۲        | استان آنکارا        |
| ۲۱۱                               | زلا              | ۴۶٬۰۹۰           | ۵۲٬۶۴۰           | ۳۶٬۱۵۴           | ۳۵٬۰۱۷           | ۳۳٬۸۸۰        | استان توقات         |
| ۲۱۲                               | بیله‌جک           | ۲۳٬۲۷۳           | ۳۴٬۱۰۵           | ۴۵٬۱۲۶           | ۳۹٬۴۵۳           | ۴۶٬۴۰۳        | استان بیله‌جک        |
| ۲۱۳                               | کوزلو            | ۳۶٬۹۴۷           | ۳۰٬۰۰۰           | ۳۵٬۱۳۲           | ۳۴٬۱۸۲           | ۳۳٬۲۳۲        | استان زنگولداغ      |
| ۲۱۴                               | صاندیقلی         | ۲۲٬۳۵۹           | ۳۷٬۸۰۴           | ۳۳٬۸۵۶           | ۳۳٬۳۷۱           | ۳۲٬۸۸۶        | استان افیون قره‌حصار |
| ۲۱۵                               | بودروم           | ۲۰٬۹۳۱           | ۳۲٬۲۲۷           | ۲۸٬۵۷۵           | ۳۰٬۶۸۸           | ۳۲٬۸۰۱        | استان موغله         |
| ۲۱۷                               | آنامور           | ۳۸٬۸۱۷           | ۴۹٬۹۴۸           | ۳۵٬۷۸۹           | ۳۳٬۹۳۵           | ۳۲٬۰۸۱        | استان مرسین         |
| ۲۱۸                               | بایبورت          | ۳۳٬۶۷۷           | ۳۲٬۲۸۵           | ۳۲٬۵۴۶           | ۳۲٬۰۲۰           | ۳۲٬۱۴۱        | استان بایبورت       |
| ۲۱۹                               | قراپینار         | ۲۶٬۸۴۹           | ۳۵٬۲۸۵           | ۳۱٬۹۱۳           | ۳۱٬۶۹۵           | ۳۱٬۴۷۷        | استان قونیه         |
| ۲۲۰                               | نیکسار           | ۳۵٬۲۰۱           | ۴۴٬۸۰۸           | ۳۴٬۲۶۲           | ۳۲٬۶۷۵           | ۳۱٬۰۸۸        | استان توقات         |
| ۲۲۱                               | ترمه             | ۲۰٬۳۸۱           | ۲۵٬۰۵۲           | ۲۸٬۴۱۱           | ۲۹٬۶۹۳           | ۳۰٬۹۷۵        | استان سامسون        |
| ۲۲۲                               | ایلگین           | ۲۵٬۰۳۲           | ۲۶٬۶۹۸           | ۳۱٬۱۷۸           | ۳۰٬۸۹۲           | ۳۰٬۶۰۶        | استان قونیه         |
| ۲۲۳                               | اصلاحیه          | ۳۴٬۶۰۷           | ۳۸٬۷۷۰           | ۳۱٬۹۶۳           | ۳۱٬۲۰۴           | ۳۰٬۴۴۵        | استان غازی‌عینتاب    |
| ۲۲۴                               | بی‌شهر            | ۳۰٬۴۱۲           | ۴۱٬۳۱۲           | ۳۲٬۷۹۹           | ۳۱٬۵۹۸           | ۳۰٬۳۹۷        | استان قونیه         |
| ۲۲۵                               | ارزین            | ۲۲٬۴۷۷           | ۲۵٬۸۷۹           | ۳۰٬۰۳۵           | ۳۰٬۱۳۷           | ۳۰٬۲۳۹        | استان ختای          |
| ۲۲۶                               | بولوادین         | ۴۴٬۹۶۹           | ۵۲٬۳۹۸           | ۳۱٬۳۵۲           | ۳۰٬۷۵۴           | ۳۰٬۱۵۶        | استان افیون قره‌حصار |
| ۲۲۷                               | تونجلی           | ۲۴٬۵۱۳           | ۲۵٬۰۴۱           | ۲۷٬۰۹۱           | ۲۸٬۵۸۶           | ۳۰٬۰۸۱        | استان تونج‌ایلی      |
| ۲۲۸                               | ینی‌شهر           | ۲۱٬۲۱۰           | ۲۶٬۰۶۸           | ۲۸٬۴۵۴           | ۲۹٬۱۲۸           | ۲۹٬۸۰۲        | استان بورسا         |
| ۲۲۹                               | یرکوی            | ۲۶٬۲۴۸           | ۳۲٬۲۲۸           | ۳۱٬۱۹۷           | ۳۰٬۳۳۵           | ۲۹٬۴۷۳        | استان یوزگات        |
| ۲۳۰                               | چومرا            | ۲۸٬۷۸۱           | ۴۲٬۳۰۸           | ۲۸٬۱۵۳           | ۲۸٬۷۹۸           | ۲۹٬۴۴۳        | استان قونیه         |
| ۲۳۱                               | قره‌سو (ترکیه)    | ۱۴٬۵۰۰           | ۲۴٬۶۷۲           | ۲۵٬۶۰۷           | ۲۷٬۲۵۷           | ۲۸٬۹۰۷        | استان سقاریه        |
| ۲۳۲                               | بابااسکی         | ۲۲٬۸۲۳           | ۲۵٬۵۵۹           | ۲۷٬۶۳۱           | ۲۸٬۲۰۰           | ۲۸٬۷۶۹        | استان قرقلرایلی     |
| ۲۳۳                               | مال‌کارا          | ۲۰٬۱۸۰           | ۲۴٬۸۹۸           | ۲۷٬۴۱۶           | ۲۷٬۹۹۷           | ۲۸٬۵۷۸        | استان تکیرداغ       |
| ۲۳۴                               | چان              | ۲۳٬۸۵۵           | ۲۸٬۸۷۸           | ۲۹٬۱۷۲           | ۲۸٬۸۳۵           | ۲۸٬۴۹۸        | استان چاناق‌قلعه     |
| ۲۳۵                               | قوملوجا          | ۱۷٬۱۶۶           | ۲۵٬۰۸۱           | ۳۱٬۵۸۱           | ۳۰٬۰۱۵           | ۲۸٬۴۴۹        | استان آنتالیا       |
| ۲۳۶                               | کورتالان         | ۱۷٬۲۹۵           | ۲۴٬۸۶۵           | ۲۷٬۵۶۱           | ۲۸٬۰۰۴           | ۲۸٬۴۴۷        | استان سعرد          |
| ۲۳۷                               | اورتاجه          | ۱۲٬۱۰۹           | ۱۶٬۹۲۳           | ۲۱٬۶۳۴           | ۲۵٬۰۰۹           | ۲۸٬۳۸۴        | استان موغله         |
| ۲۳۸                               | شرفلی‌قوچ‌حصار     | ۳۸٬۲۴۸           | ۴۲٬۰۸۳           | ۲۷٬۰۴۸           | ۲۷٬۶۰۲           | ۲۸٬۱۵۶        | استان آنکارا        |
| ۲۴۰                               | پازارجیک         | ۲۵٬۱۵۴           | ۲۴٬۳۷۴           | ۲۹٬۳۳۹           | ۲۸٬۵۸۲           | ۲۷٬۸۲۵        | استان قهرمان مرعش   |
| ۲۴۱                               | موت              | ۱۷٬۶۰۰           | ۳۶٬۴۸۲           | ۳۱٬۵۲۰           | ۲۹٬۴۷۷           | ۲۷٬۴۳۴        | استان مرسین         |
| ۲۴۲                               | گول‌باشی          | ۲۹٬۵۸۸           | ۲۸٬۶۵۶           | ۲۶٬۹۹۳           | ۲۷٬۰۸۷           | ۲۷٬۱۸۱        | استان آدیامان       |
| ۲۴۳                               | توسیا            | ۲۲٬۸۱۰           | ۲۳٬۲۵۷           | ۲۶٬۸۴۱           | ۲۶٬۹۵۶           | ۲۷٬۰۷۱        | استان قسطمونی       |
| ۲۴۵                               | وزیرکوپرو        | ۲۰٬۶۶۳           | ۲۳٬۲۱۱           | ۲۵٬۸۵۲           | ۲۵٬۸۹۴           | ۲۵٬۹۳۶        | استان سامسون        |
| ۲۴۶                               | بویابات          | ۲۱٬۵۰۶           | ۲۴٬۶۸۱           | ۲۵٬۸۸۵           | ۲۵٬۶۹۴           | ۲۵٬۵۰۳        | استان سینوپ         |
| ۲۴۷                               | عثمانجیک         | ۲۱٬۳۴۷           | ۲۸٬۴۲۳           | ۲۵٬۲۰۶           | ۲۵٬۲۲۷           | ۲۵٬۲۴۸        | استان چوروم         |
| ۲۴۸                               | بسنی             | ۲۶٬۰۷۶           | ۳۶٬۱۲۳           | ۲۴٬۹۹۶           | ۲۵٬۰۸۳           | ۲۵٬۱۷۰        | استان آدیامان       |
| ۲۴۹                               | ساری‌قمیش         | ۲۱٬۷۴۳           | ۲۳٬۲۳۶           | ۱۷٬۹۱۵           | ۲۱٬۴۳۸           | ۲۴٬۹۶۱        | استان قارص          |
| ۲۵۱                               | سیماو            | ۱۶٬۱۱۰           | ۲۸٬۴۱۵           | ۲۵٬۶۷۷           | ۲۵٬۱۴۹           | ۲۴٬۶۲۱        | استان کوتاهیه       |
| ۲۵۲                               | دینار            | ۳۴٬۹۹۰           | ۳۵٬۴۲۴           | ۲۴٬۳۴۰           | ۲۴٬۴۷۵           | ۲۴٬۶۱۰        | استان افیون قره‌حصار |
| ۲۵۳                               | گوموش‌خانه        | ۲۶٬۰۱۴           | ۳۰٬۲۷۰           | ۲۸٬۰۲۸           | ۲۶٬۲۳۸           | ۲۴٬۴۴۸        | استان گوموش‌خانه     |
| ۲۵۴                               | سوسورلوک         | ۱۸٬۹۰۶           | ۲۲٬۳۰۵           | ۲۳٬۷۷۸           | ۲۴٬۰۵۰           | ۲۴٬۳۲۲        | استان بالیکسیر      |
| ۲۵۵                               | آک‌چاکاله         | ۱۵٬۲۱۱           | ۳۲٬۱۱۴           | ۲۶٬۸۷۷           | ۲۵٬۵۹۵           | ۲۴٬۳۱۳        | استان شانلی‌اورفه    |
| ۲۵۷                               | کیلیملی          | ۳۴٬۴۷۵           | ۲۴٬۶۲۶           | ۲۴٬۲۷۵           | ۲۴٬۱۴۱           | ۲۴٬۰۰۷        | استان زنگولداغ      |
| ۲۵۸                               | حربیه            | ۱۷٬۲۴۸           | ۲۰٬۳۰۹           | ۲۴٬۵۰۰           | ۲۴٬۱۴۷           | ۲۳٬۷۹۴        | استان ختای          |
| ۲۵۹                               | ایدیل            | ۱۲٬۹۰۵           | ۱۹٬۱۲۳           | ۲۱٬۳۲۹           | ۲۲٬۴۹۶           | ۲۳٬۶۶۳        | استان شرناق         |
| ۲۶۰                               | آردشن            | ۱۷٬۳۴۰           | ۴۵٬۳۹۲           | ۲۶٬۷۶۲           | ۲۴٬۹۶۵           | ۲۳٬۱۶۸        | استان ریزه          |
| ۲۶۱                               | دالامان          | ۱۵٬۰۲۵           | ۱۷٬۶۰۷           | ۲۰٬۹۴۵           | ۲۲٬۰۴۶           | ۲۳٬۱۴۷        | استان موغله         |
| ۲۶۲                               | گلیبولو          | ۱۸٬۶۷۰           | ۲۳٬۱۲۷           | ۳۱٬۲۴۶           | ۲۷٬۱۶۰           | ۲۳٬۰۷۴        | استان چاناق‌قلعه     |
| ۲۶۳                               | اردک             | ۱۳٬۲۴۶           | ۱۸٬۶۲۶           | ۲۰٬۴۷۵           | ۲۱٬۶۶۰           | ۲۲٬۸۴۵        | استان بالیکسیر      |
| ۲۶۴                               | غازی‌پاشا         | ۱۳٬۶۹۷           | ۱۶٬۵۳۶           | ۲۰٬۱۴۹           | ۲۱٬۴۱۵           | ۲۲٬۶۸۱        | استان آنتالیا       |
| ۲۶۵                               | آقچه‌کوچه         | ۱۳٬۵۸۲           | ۲۵٬۵۶۰           | ۲۲٬۴۱۶           | ۲۲٬۵۲۲           | ۲۲٬۶۲۸        | استان دوزجه         |
| ۲۶۶                               | آرتوین           | ۲۰٬۳۰۶           | ۲۳٬۱۵۷           | ۲۴٬۵۰۲           | ۲۳٬۵۲۷           | ۲۴٬۴۶۸        | استان آرتوین        |
| ۲۶۷                               | چای‌جوما          | ۱۶٬۳۰۳           | ۱۸٬۷۳۴           | ۲۱٬۲۵۹           | ۲۱٬۹۰۵           | ۲۲٬۵۵۱        | استان زنگولداغ      |
| ۲۶۸                               | چشمه             | ۲۰٬۶۲۲           | ۲۵٬۲۵۷           | ۱۷٬۹۵۰           | ۲۰٬۲۴۷           | ۲۲٬۵۴۴        | استان ازمیر         |
| ۲۶۹                               | کمر              | ۸٬۴۴۹            | ۱۷٬۲۵۵           | ۱۶٬۲۶۳           | ۱۹٬۳۴۲           | ۲۲٬۴۲۱        | استان آنتالیا       |
| ۲۷۰                               | بلن              | ۱۵٬۶۲۹           | ۱۸٬۶۴۶           | ۲۰٬۳۰۳           | ۲۱٬۲۹۳           | ۲۲٬۲۸۳        | استان ختای          |
| ۲۷۱                               | سرای             | ۱۳٬۰۳۸           | ۱۷٬۷۶۹           | ۲۰٬۳۱۲           | ۲۱٬۲۴۳           | ۲۲٬۱۷۴        | استان تکیرداغ       |
| ۲۷۲                               | ایزنیک           | ۱۷٬۲۳۲           | ۲۰٬۱۶۹           | ۲۲٬۱۷۹           | ۲۲٬۱۷۰           | ۲۲٬۱۶۱        | استان بورسا         |
| ۲۷۳                               | آلاجه            | ۲۰٬۶۴۶           | ۲۴٬۹۸۳           | ۲۲٬۵۹۰           | ۲۲٬۳۷۳           | ۲۲٬۱۵۶        | استان چوروم         |
| ۲۷۴                               | گرده             | ۱۸٬۷۸۰           | ۲۵٬۱۸۸           | ۲۳٬۳۱۰           | ۲۲٬۶۳۳           | ۲۱٬۹۵۶        | استان بولی          |
| ۲۷۵                               | دورک             | ۱۶٬۴۴۲           | ۲۱٬۳۶۰           | ۲۵٬۴۶۳           | ۲۳٬۶۵۴           | ۲۱٬۸۴۵        | استان زنگولداغ      |
| ۲۷۶                               | آک‌داغ‌معدنی       | ۱۲٬۲۲۰           | ۲۰٬۳۱۲           | ۲۵٬۶۴۷           | ۲۳٬۶۳۱           | ۲۱٬۶۱۵        | استان یوزگات        |
| ۲۷۷                               | کامان            | ۲۶٬۰۳۸           | ۲۷٬۹۶۲           | ۲۱٬۱۱۸           | ۲۱٬۳۵۸           | ۲۱٬۵۹۸        | استان قرشهر         |
| ۲۷۹                               | سرین‌یول          | ۱۳٬۰۴۶           | ۱۵٬۷۴۹           | ۱۲٬۵۱۷           | ۱۶٬۸۶۱           | ۲۱٬۲۰۵        | استان ختای          |
| ۲۸۰                               | کوزلوک           | ۲۲٬۴۹۹           | ۲۷٬۱۰۹           | ۲۱٬۶۵۱           | ۲۱٬۳۸۰           | ۲۱٬۱۰۹        | استان باتمان        |
| ۲۸۱                               | بولانک           | ۱۴٬۹۸۸           | ۲۴٬۰۲۰           | ۲۰٬۷۲۷           | ۲۰٬۸۸۹           | ۲۱٬۰۵۱        | استان موش           |
| ۲۸۲                               | ساری‌قایه         | ۱۲٬۲۷۵           | ۲۲٬۱۰۲           | ۲۳٬۱۷۱           | ۲۲٬۰۳۷           | ۲۰٬۹۰۳        | استان یوزگات        |
| ۲۸۳                               | قولو             | ۱۷٬۴۲۵           | ۲۸٬۰۲۴           | ۲۰٬۴۹۶           | ۲۰٬۶۷۴           | ۲۰٬۸۵۲        | استان قونیه         |
| ۲۸۴                               | شرکیشلا          | ۱۶٬۸۳۹           | ۲۰٬۶۵۴           | ۲۰٬۸۵۱           | ۲۰٬۷۶۱           | ۲۰٬۶۷۱        | استان سیواس         |
| ۲۸۵                               | قورقوتلی         | ۱۳٬۳۸۱           | ۱۶٬۵۲۱           | ۱۸٬۹۷۱           | ۱۹٬۷۶۷           | ۲۰٬۵۶۳        | استان آنتالیا       |
| ۲۸۶                               | اوتلو (ترکیه)    | ۲۱٬۸۱۷           | ۲۳٬۰۶۴           | ۲۰٬۱۶۲           | ۲۰٬۳۰۵           | ۲۰٬۴۴۸        | استان ارزروم        |
| ۲۸۷                               | گیوه             | ۱۳٬۴۰۵           | ۱۷٬۳۱۸           | ۱۹٬۸۰۲           | ۲۰٬۱۲۰           | ۲۰٬۴۳۸        | استان سقاریه        |
| ۲۸۸                               | امام‌اغلو         | ۲۱٬۴۸۴           | ۳۰٬۴۲۸           | ۲۱٬۳۳۱           | ۲۰٬۸۴۸           | ۲۰٬۳۶۵        | استان آدانا         |
| ۲۸۹                               | چینه             | ۱۵٬۲۰۱           | ۱۷٬۸۶۷           | ۲۰٬۲۱۱           | ۲۰٬۲۷۷           | ۲۰٬۳۴۳        | استان آیدین         |
| ۲۹۰                               | چوریل            | ۱۱٬۴۴۵           | ۱۳٬۷۴۹           | ۱۴٬۶۱۸           | ۱۷٬۲۹۹           | ۱۹٬۹۸۰        | استان دنیزلی        |
| ۲۹۱                               | گکسون            | ۲۲٬۸۴۷           | ۳۰٬۲۳۲           | ۱۷٬۰۰۸           | ۱۸٬۴۶۱           | ۱۹٬۹۱۴        | استان قهرمان مرعش   |
| ۲۹۲                               | دریک             | ۱۳٬۲۰۱           | ۱۹٬۸۰۶           | ۱۹٬۵۳۵           | ۱۹٬۷۰۴           | ۱۹٬۸۷۳        | استان ماردین        |
| ۲۹۳                               | حلوان (ترکیه)    | ۱۴٬۱۵۲           | ۱۶٬۰۹۴           | ۲۲٬۱۸۱           | ۲۱٬۰۰۹           | ۱۹٬۸۳۷        | استان شانلی‌اورفه    |
| ۲۹۴                               | چایلی            | ۱۴٬۹۴۷           | ۲۲٬۵۴۶           | ۲۵٬۲۰۵           | ۲۲٬۵۰۲           | ۱۹٬۷۹۹        | استان ریزه          |
| ۲۹۵                               | اسکلپ            | ۱۹٬۶۲۴           | ۱۹٬۶۴۸           | ۲۰٬۷۸۲           | ۲۰٬۲۵۱           | ۱۹٬۷۲۰        | استان چوروم         |
| ۲۹۶                               | حوضه             | ۱۷٬۹۶۲           | ۱۹٬۳۸۵           | ۲۱٬۰۰۲           | ۲۰٬۳۳۷           | ۱۹٬۶۷۲        | استان سامسون        |
| ۲۹۷                               | یحیی‌لی           | ۲۰٬۴۰۱           | ۲۲٬۶۶۵           | ۲۰٬۲۲۷           | ۱۹٬۹۰۹           | ۱۹٬۵۹۱        | استان قیصریه        |
| ۲۹۸                               | هایرابولو        | ۱۶٬۹۲۳           | ۱۸٬۸۱۲           | ۱۸٬۶۶۷           | ۱۹٬۰۹۶           | ۱۹٬۵۲۵        | استان تکیرداغ       |
| ۲۹۹                               | انجیرلیوا        | ۱۵٬۸۷۰           | ۱۷٬۵۴۸           | ۱۸٬۳۳۵           | ۱۸٬۹۲۱           | ۱۹٬۵۰۷        | استان آیدین         |
| ۳۰۰                               | کوانجیلار        | ۱۰٬۲۷۰           | ۲۱٬۲۵۵           | ۱۹٬۳۵۸           | ۱۹٬۴۱۱           | ۱۹٬۴۶۴        | استان الازیغ        |
| ۳۰۱                               | گوراویماق        | ۱۶٬۶۱۳           | ۲۲٬۵۲۱           | ۱۹٬۷۸۷           | ۱۹٬۵۸۰           | ۱۹٬۳۷۳        | استان بتلیس         |
| ۳۰۲                               | مرادلی           | ۱۳٬۱۹۲           | ۱۸٬۵۷۱           | ۱۸٬۹۱۵           | ۱۹٬۱۳۸           | ۱۹٬۳۶۱        | استان تکیرداغ       |
| ۳۰۳                               | ملازگرد          | ۱۹٬۰۷۹           | ۲۳٬۶۹۷           | ۲۰٬۹۸۷           | ۲۰٬۱۱۰           | ۱۹٬۲۳۳        | استان موش           |
| ۳۰۴                               | دیادین           | ۹٬۵۶۹            | ۱۳٬۳۲۰           | ۱۸٬۹۹۰           | ۱۹٬۰۸۹           | ۱۹٬۱۸۸        | استان آغری          |
| ۳۰۵                               | امیرداغ          | ۲۱٬۱۴۴           | ۲۰٬۵۰۸           | ۲۱٬۸۹۸           | ۲۰٬۵۳۱           | ۱۹٬۱۶۴        | استان افیون قره‌حصار |
| ۳۰۶                               | آلاپلی           | ۱۲٬۱۰۵           | ۱۸٬۴۸۷           | ۱۷٬۹۸۴           | ۱۸٬۵۷۳           | ۱۹٬۱۶۲        | استان زنگولداغ      |
| ۳۰۷                               | بستانچی          | ۲٬۴۹۹            | ۱۴٬۳۶۴           | ۱۷٬۹۱۷           | ۱۸٬۵۲۰           | ۱۹٬۱۲۳        | استان وان           |
| ۳۰۸                               | گدیز             | ۱۴٬۴۰۳           | ۱۹٬۳۷۵           | ۱۸٬۷۲۸           | ۱۸٬۹۰۴           | ۱۹٬۰۸۰        | استان کوتاهیه       |
| ۳۰۹                               | سرای‌کوی          | ۱۵٬۴۸۱           | ۱۷٬۷۶۰           | ۱۸٬۳۷۰           | ۱۸٬۶۵۵           | ۱۸٬۹۴۰        | استان دنیزلی        |
| ۳۱۰                               | یالواچ           | ۲۸٬۰۲۸           | ۳۵٬۳۱۶           | ۲۰٬۸۵۳           | ۱۹٬۸۲۲           | ۱۸٬۷۹۱        | استان اسپارتا       |
| ۳۱۱                               | محمودلار         | ۴٬۸۵۲            | ۱۴٬۴۶۳           | ۱۸٬۳۶۵           | ۱۸٬۵۷۵           | ۱۸٬۷۸۵        | استان آنتالیا       |
| ۳۱۲                               | دمیرجی           | ۲۰٬۵۷۶           | ۲۱٬۲۳۰           | ۱۸٬۶۴۲           | ۱۸٬۵۷۲           | ۱۸٬۵۰۲        | استان مانیسا        |
| ۳۱۳                               | ارتاکوی          | ۱۹٬۶۱۲           | ۲۶٬۹۶۱           | ۱۸٬۶۲۸           | ۱۸٬۵۰۶           | ۱۸٬۳۸۴        | استان آق‌سرای        |
| ۳۱۴                               | تورگوت‌ریس        | ۴٬۵۸۹            | ۶٬۲۹۲            | ۱۲٬۶۱۳           | ۱۵٬۴۹۱           | ۱۸٬۳۶۹        | استان موغله         |
| ۳۱۵                               | قره‌آغاچ          | ۱۰٬۹۲۰           | ۱۶٬۲۵۰           | ۱۹٬۳۷۹           | ۱۸٬۷۳۵           | ۱۸٬۰۹۱        | استان ختای          |
| ۳۱۶                               | یاتاغان          | ۱۱٬۸۹۰           | ۱۶٬۰۰۷           | ۱۷٬۴۲۱           | ۱۷٬۷۲۴           | ۱۸٬۰۲۷        | استان موغله         |
| ۳۱۷                               | نورداغی          | ۷٬۰۴۸            | ۱۰٬۸۶۶           | ۱۵٬۰۸۴           | ۱۶٬۵۳۷           | ۱۷٬۹۹۰        | استان غازی‌عینتاب    |
| ۳۱۸                               | چیفتلیک‌کوی       | ۵٬۷۵۰            | ۹٬۶۲۲            | ۱۵٬۲۹۰           | ۱۶٬۶۳۴           | ۱۷٬۹۷۸        | استان یالوا         |
| ۳۱۹                               | باتال‌قاضی        | ۱۴٬۹۹۴           | ۱۵٬۱۵۴           | ۱۵٬۸۴۷           | ۱۶٬۷۹۲           | ۱۷٬۷۳۷        | استان ملطیه         |
| ۳۲۱                               | چرمیک            | ۱۶٬۵۳۱           | ۱۵٬۸۴۳           | ۱۷٬۸۲۵           | ۱۷٬۵۲۰           | ۱۷٬۲۱۵        | استان دیاربکر       |
| ۳۲۲                               | دارگچیت          | ۱۰٬۰۷۹           | ۱۶٬۵۴۱           | ۱۴٬۱۱۸           | ۱۵٬۶۶۶           | ۱۷٬۲۱۴        | استان ماردین        |
| ۳۲۳                               | گنج              | ۱۱٬۵۴۵           | ۱۸٬۳۴۵           | ۱۸٬۸۸۵           | ۱۸٬۰۱۸           | ۱۷٬۱۵۱        | استان بینگول        |
| ۳۲۴                               | دورسون‌بیگ        | ۱۳٬۰۲۵           | ۱۴٬۶۵۴           | ۱۷٬۷۰۱           | ۱۷٬۳۶۴           | ۱۷٬۰۲۷        | استان بالیکسیر      |
| ۳۲۵                               | خراسان           | ۱۴٬۱۴۴           | ۱۶٬۱۵۱           | ۱۸٬۶۶۴           | ۱۷٬۸۳۸           | ۱۷٬۰۱۲        | استان ارزروم        |
| ۳۲۶                               | گوموش‌حاجی‌کوی     | ۱۴٬۱۷۰           | ۱۴٬۰۵۷           | ۱۲٬۸۴۷           | ۱۴٬۸۷۳           | ۱۶٬۸۹۹        | استان آماسیه        |
| ۳۲۷                               | قزلچه‌حمام        | ۱۲٬۸۵۶           | ۱۶٬۱۹۵           | ۱۶٬۶۵۵           | ۱۶٬۷۶۷           | ۱۶٬۸۷۹        | استان آنکارا        |
| ۳۲۸                               | پاموکوا          | ۱۰٬۰۸۸           | ۱۳٬۲۰۰           | ۱۵٬۱۸۱           | ۱۶٬۰۰۶           | ۱۶٬۸۳۱        | استان سقاریه        |
| ۳۲۹                               | اغیردیر          | ۱۶٬۰۵۰           | ۱۶٬۹۰۵           | ۲۰٬۳۴۰           | ۱۸٬۵۵۹           | ۱۶٬۷۷۸        | استان اسپارتا       |
| ۳۳۰                               | شارکوی           | ۱۱٬۴۲۵           | ۱۶٬۱۹۴           | ۱۵٬۵۲۳           | ۱۶٬۱۲۱           | ۱۶٬۷۱۹        | استان تکیرداغ       |
| ۳۳۱                               | بوغازلیان        | ۱۷٬۹۷۰           | ۲۹٬۷۱۹           | ۱۵٬۷۲۲           | ۱۶٬۲۰۹           | ۱۶٬۶۹۶        | استان یوزگات        |
| ۳۳۲                               | هوپا             | ۱۱٬۵۰۷           | ۱۵٬۴۴۵           | ۱۷٬۳۶۱           | ۱۷٬۰۲۴           | ۱۶٬۶۸۷        | استان آرتوین        |
| ۳۳۳                               | یشیل‌لی           | ۱۰٬۴۵۱           | ۱۹٬۷۰۰           | ۱۴٬۶۳۵           | ۱۵٬۵۳۳           | ۱۶٬۵۲۱        | استان ماردین        |
| ۳۳۴                               | دیکیلی           | ۱۰٬۰۲۳           | ۱۲٬۵۵۲           | ۱۴٬۵۴۵           | ۱۵٬۵۳۰           | ۱۶٬۵۱۵        | استان ازمیر         |
| ۳۳۵                               | اخلاط            | ۱۶٬۷۴۲           | ۳۴٬۷۸۷           | ۲۲٬۶۹۹           | ۱۹٬۵۵۱           | ۱۶٬۴۰۳        | استان بتلیس         |
| ۳۳۶                               | اردهان           | ۱۶٬۷۶۱           | ۱۷٬۲۷۴           | ۱۷٬۴۴۶           | ۱۶٬۹۲۳           | ۱۶٬۴۰۰        | استان اردهان        |
| ۳۳۷                               | اورگوپ           | ۱۱٬۰۴۰           | ۱۴٬۵۳۸           | ۱۵٬۴۵۶           | ۱۵٬۹۱۲           | ۱۶٬۳۶۸        | استان نوشهر         |
| ۳۳۸                               | چکمه‌جه           | ۷٬۸۰۰            | ۱۱٬۸۲۴           | ۱۶٬۶۹۴           | ۱۶٬۴۹۲           | ۱۶٬۲۹۰        | استان ختای          |
| ۳۳۹                               | داش‌کوپرو         | ۱۱٬۴۵۴           | ۱۶٬۱۸۱           | ۱۶٬۲۸۸           | ۱۶٬۲۲۶           | ۱۶٬۱۶۴        | استان قسطمونی       |
| ۳۴۰                               | زیتون‌لی          | ۵٬۶۱۴            | ۱۰٬۸۹۳           | ۱۴٬۴۸۴           | ۱۵٬۳۱۳           | ۱۶٬۱۴۲        | استان بالیکسیر      |
| ۳۴۱                               | اسکیل            | ۱۶٬۴۶۲           | ۲۲٬۱۲۵           | ۱۸٬۲۷۶           | ۱۷٬۰۹۸           | ۱۵٬۹۲۰        | استان آق‌سرای        |
| ۳۴۲                               | مرادیه           | ۱۱٬۱۶۷           | ۱۹٬۷۰۲           | ۱۳٬۸۱۶           | ۱۴٬۸۳۰           | ۱۵٬۸۴۴        | استان وان           |
| ۳۴۳                               | اسپیه            | ۱۰٬۲۱۹           | ۱۲٬۹۹۰           | ۱۶٬۸۲۳           | ۱۶٬۳۳۲           | ۱۵٬۸۴۱        | استان گره‌سون        |
| ۳۴۴                               | بوزیازی          | ۲۲٬۱۶۸           | ۲۶٬۳۱۴           | ۱۵٬۴۱۴           | ۱۵٬۶۱۸           | ۱۵٬۸۲۲        | استان مرسین         |
| ۳۴۵                               | بیگادیچ          | ۱۲٬۹۷۶           | ۱۴٬۵۵۰           | ۱۵٬۶۳۸           | ۱۵٬۷۲۴           | ۱۵٬۸۱۰        | استان بالیکسیر      |
| ۳۴۶                               | کیرک‌آغاچ         | ۲۱٬۴۲۱           | ۲۵٬۰۹۳           | ۲۶٬۰۰۶           | ۲۰٬۸۸۹           | ۱۵٬۷۷۲        | استان مانیسا        |
| ۳۴۷                               | ساروهان‌لی        | ۱۲٬۹۷۷           | ۱۳٬۰۲۵           | ۱۵٬۱۵۱           | ۱۵٬۴۲۰           | ۱۵٬۶۸۹        | استان مانیسا        |
| ۳۴۸                               | دمره             | ۱۳٬۷۹۳           | ۱۳٬۹۰۰           | ۱۵٬۷۶۲           | ۱۵٬۶۶۲           | ۱۵٬۵۶۲        | استان آنتالیا       |
| ۳۵۰                               | کیزیل‌پینار       | ۳٬۷۱۸            | ۷٬۷۱۶            | ۱۰٬۹۶۸           | ۱۳٬۱۳۱           | ۱۵٬۲۹۴        | استان تکیرداغ       |
| ۳۵۱                               | پازار            | ۱۱٬۰۶۸           | ۱۴٬۶۸۲           | ۱۶٬۶۳۶           | ۱۵٬۹۲۲           | ۱۵٬۲۰۸        | استان ریزه          |
| ۳۵۲                               | جهان‌بیلی         | ۱۵٬۰۷۱           | ۱۸٬۳۰۶           | ۱۵٬۱۹۲           | ۱۵٬۱۹۲           | ۱۵٬۱۹۲        | استان قونیه         |
| ۳۵۳                               | مرمره ارغلیسی    | ۵٬۴۵۷            | ۸٬۷۷۹            | ۸٬۴۸۸            | ۱۱٬۸۰۳           | ۱۵٬۱۱۸        | استان تکیرداغ       |
| ۳۵۴                               | آلتینولوک        | ۵٬۲۱۹            | ۸٬۹۹۷            | ۱۱٬۶۴۱           | ۱۳٬۳۶۵           | ۱۵٬۰۸۹        | استان بالیکسیر      |
| ۳۵۵                               | باناز            | ۱۴٬۲۸۷           | ۱۶٬۲۱۲           | ۱۵٬۴۰۵           | ۱۵٬۲۴۱           | ۱۵٬۰۷۷        | استان عشاق          |
| ۳۵۶                               | گورلی            | ۲۱٬۰۹۸           | ۲۷٬۲۱۴           | ۱۴٬۴۲۸           | ۱۴٬۷۳۸           | ۱۵٬۰۴۸        | استان گره‌سون        |
| ۳۵۷                               | بولدان           | ۱۲٬۲۰۲           | ۱۳٬۹۸۶           | ۱۵٬۰۶۶           | ۱۴٬۹۶۶           | ۱۴٬۸۶۶        | استان دنیزلی        |
| ۳۵۸                               | المالی           | ۱۲٬۳۸۴           | ۱۴٬۵۶۱           | ۱۴٬۰۳۸           | ۱۴٬۴۴۲           | ۱۴٬۸۴۶        | استان آنتالیا       |
| ۳۵۹                               | اراک‌لی           | ۱۲٬۱۴۱           | ۲۲٬۵۰۶           | ۲۲٬۲۰۰           | ۱۸٬۳۹۵           | ۱۴٬۵۹۰        | استان ترابزون       |
| ۳۶۰                               | اوف، ترابزون     | ۱۵٬۷۹۴           | ۲۵٬۴۷۸           | ۱۷٬۵۲۹           | ۱۶٬۰۰۲           | ۱۴٬۴۷۵        | استان ترابزون       |
| ۳۶۱                               | چالدران، وان     | ۴٬۷۸۰            | ۱۲٬۸۴۱           | ۱۶٬۱۷۲           | ۱۵٬۳۱۱           | ۱۴٬۴۵۰        | استان وان           |
| ۳۶۲                               | شمدینان          | ۷٬۰۰۱            | ۱۴٬۱۷۷           | ۱۱٬۷۲۷           | ۱۳٬۰۸۱           | ۱۴٬۴۳۵        | استان حکاری         |
| ۳۶۳                               | دنیزجیلر         | ۹٬۲۸۰            | ۱۷٬۴۹۵           | ۱۶٬۱۷۸           | ۱۵٬۲۷۶           | ۱۴٬۳۷۴        | استان ختای          |
| ۳۶۵                               | آرهاوی           | ۱۰٬۰۴۸           | ۱۴٬۰۷۹           | ۱۶٬۱۰۱           | ۱۵٬۱۹۴           | ۱۴٬۲۸۷        | استان آرتوین        |
| ۳۶۶                               | سیده             | ۱۱٬۳۳۳           | ۲۱٬۰۰۰           | ۶٬۵۰۰            | ۱۰٬۳۸۲           | ۱۴٬۲۶۴        | استان آنتالیا       |
| ۳۶۷                               | آرموتالان        | ۴٬۷۲۷            | ۸٬۳۱۰            | ۱۵٬۵۴۹           | ۱۴٬۸۸۱           | ۱۴٬۲۱۳        | استان موغله         |
| ۳۶۸                               | وقف کبیر         | ۲۱٬۳۴۳           | ۳۳٬۳۹۴           | ۱۳٬۴۰۱           | ۱۳٬۷۷۹           | ۱۴٬۱۵۷        | استان ترابزون       |
| ۳۶۹                               | آیباستی          | ۱۷٬۱۴۳           | ۱۴٬۳۲۶           | ۱۴٬۷۶۷           | ۱۴٬۴۵۶           | ۱۴٬۱۴۵        | استان اردو          |
| ۳۷۰                               | قراقوچان         | ۱۴٬۹۵۳           | ۲۳٬۹۹۴           | ۱۲٬۹۰۳           | ۱۳٬۴۸۷           | ۱۴٬۰۷۱        | استان الازیغ        |
| ۳۷۱                               | اوباکوی          | ۶٬۱۸۳            | ۲۰٬۰۴۰           | ۱۳٬۹۱۲           | ۱۳٬۹۸۸           | ۱۴٬۰۶۴        | استان آنتالیا       |
| ۳۷۲                               | نارلیجا          | ۴٬۵۰۵            | ۹٬۳۷۸            | ۱۲٬۷۵۰           | ۱۳٬۴۰۴           | ۱۴٬۰۵۸        | استان ختای          |
| ۳۷۳                               | ترک‌اوغلی         | ۱۴٬۶۰۸           | ۱۱٬۹۱۸           | ۱۳٬۸۲۲           | ۱۳٬۹۳۳           | ۱۴٬۰۴۴        | استان قهرمان مرعش   |
| ۳۷۴                               | سولهان           | ۱۲٬۱۹۱           | ۱۴٬۳۲۵           | ۱۷٬۸۹۵           | ۱۵٬۹۵۰           | ۱۴٬۰۰۵        | استان بینگول        |
| ۳۷۵                               | چای              | ۱۴٬۱۴۷           | ۱۸٬۱۳۷           | ۱۴٬۷۰۲           | ۱۴٬۳۵۳           | ۱۴٬۰۰۴        | استان افیون قره‌حصار |
| ۳۷۶                               | عثمانلی          | ۸٬۷۰۴            | ۱۲٬۸۱۴           | ۱۳٬۴۱۹           | ۱۳٬۶۴۱           | ۱۳٬۸۶۳        | استان بیله‌جک        |
| ۳۷۷                               | قادین‌خانی        | ۱۵٬۹۰۷           | ۱۴٬۸۱۶           | ۱۴٬۰۹۶           | ۱۳٬۹۶۷           | ۱۳٬۸۳۸        | استان قونیه         |
| ۳۷۸                               | پلیتلی           | ۳٬۱۳۹            | ۱۰٬۶۱۵           | ۱۵٬۰۶۷           | ۱۴٬۳۶۷           | ۱۳٬۶۶۷        | استان ترابزون       |
| ۳۷۹                               | سورمنه           | ۱۵٬۴۵۳           | ۱۷٬۰۶۳           | ۱۳٬۶۸۹           | ۱۳٬۶۷۰           | ۱۳٬۶۵۱        | استان ترابزون       |
| ۳۸۱                               | کلکیت            | ۱۱٬۵۴۱           | ۱۹٬۰۹۰           | ۱۳٬۲۱۹           | ۱۳٬۴۱۷           | ۱۳٬۶۱۵        | استان گوموش‌خانه     |
| ۳۸۳                               | پاسینلر          | ۱۹٬۱۴۴           | ۲۲٬۷۸۷           | ۱۵٬۹۵۰           | ۱۴٬۷۶۲           | ۱۳٬۵۷۴        | استان ارزروم        |
| ۳۸۴                               | کاندیرا          | ۱۰٬۴۲۷           | ۱۲٬۶۴۱           | ۱۵٬۴۷۳           | ۱۴٬۴۹۲           | ۱۰٬۴۲۷        | استان قوجاایلی      |
| ۳۸۵                               | کاقیزمان         | ۱۵٬۲۷۴           | ۲۱٬۶۸۵           | ۲۳٬۰۱۲           | ۱۸٬۲۵۸           | ۱۳٬۵۰۴        | استان قارص          |
| ۳۸۶                               | سوشهری           | ۲۳٬۲۰۲           | ۲۵٬۱۳۷           | ۱۳٬۹۴۱           | ۱۳٬۷۱۵           | ۱۳٬۴۸۹        | استان سیواس         |
| ۳۸۷                               | ایلیجه           | ۲٬۹۲۹            | ۱۶٬۸۰۷           | ۴٬۴۶۷            | ۸٬۹۷۸            | ۱۳٬۴۸۹        | استان آنتالیا       |
| ۳۸۸                               | ساری‌گل           | ۱۰٬۶۷۷           | ۱۲٬۰۴۳           | ۱۳٬۰۴۵           | ۱۳٬۲۱۶           | ۱۳٬۳۸۷        | استان مانیسا        |
| ۳۸۹                               | تیره‌بولو         | ۱۴٬۴۵۹           | ۱۶٬۱۱۲           | ۱۳٬۶۷۲           | ۱۳٬۴۸۸           | ۱۳٬۳۰۴        | استان گره‌سون        |
| ۳۹۰                               | باش‌قلعه          | ۱۶٬۴۱۸           | ۱۴٬۱۴۴           | ۱۵٬۹۱۰           | ۱۴٬۶۰۱           | ۱۳٬۲۹۲        | استان وان           |
| ۳۹۱                               | بایرامیچ         | ۱۰٬۰۵۶           | ۱۱٬۹۸۸           | ۱۳٬۱۳۴           | ۱۳٬۲۱۱           | ۱۳٬۲۸۸        | استان چاناق‌قلعه     |
| ۳۹۲                               | قره‌چولها         | ۵٬۶۵۶            | ۸٬۵۷۴            | ۱۳٬۰۶۳           | ۱۳٬۱۱۴           | ۱۳٬۱۶۵        | استان موغله         |
| ۳۹۳                               | کورگان           | ۱۳٬۱۷۱           | ۱۵٬۵۸۷           | ۱۲٬۷۷۳           | ۱۲٬۹۶۷           | ۱۳٬۱۶۱        | استان اردو          |
| ۳۹۴                               | اشمه             | ۱۰٬۵۴۷           | ۱۱٬۶۱۵           | ۱۳٬۲۰۷           | ۱۳٬۱۲۰           | ۱۳٬۰۳۳        | استان عشاق          |
| ۳۹۵                               | گل‌حصار           | ۱۰٬۴۳۴           | ۱۲٬۴۳۴           | ۱۳٬۵۰۲           | ۱۳٬۲۵۵           | ۱۳٬۰۰۸        | استان بوردور        |
| ۳۹۶                               | سیندیرگی         | ۹٬۵۱۱            | ۱۰٬۴۹۲           | ۱۲٬۶۶۸           | ۱۲٬۸۲۴           | ۱۲٬۹۸۰        | استان بالیکسیر      |
| ۳۹۷                               | آرسین            | ۸٬۱۹۲            | ۱۳٬۰۳۸           | ۸٬۴۵۳            | ۱۰٬۷۱۵           | ۱۲٬۹۷۷        | استان ترابزون       |
| ۳۹۸                               | اورتاکلار        | ۱۰٬۰۰۶           | ۱۲٬۰۷۴           | ۱۲٬۹۷۳           | ۱۲٬۹۱۲           | ۱۲٬۸۵۱        | استان آیدین         |
| ۳۹۹                               | باغچه (ترکیه)    | ۱۶٬۰۰۹           | ۱۸٬۴۱۱           | ۱۳٬۶۴۱           | ۱۳٬۲۴۱           | ۱۲٬۸۴۱        | استان عثمانیه       |
| ۴۰۰                               | ادرمیت           | ۴٬۷۹۰            | ۶٬۴۸۱            | ۱۲٬۲۴۷           | ۱۲٬۵۴۱           | ۱۲٬۸۳۵        | استان وان           |
| ۴۰۱                               | اولودره          | ۶٬۲۸۹            | ۷٬۹۲۸            | ۹٬۲۲۸            | ۱۱٬۰۳۰           | ۱۲٬۸۳۲        | استان شرناق         |
| ۴۰۲                               | کوناکلی          | ۴٬۷۹۴            | ۲۸٬۸۰۱           | ۱۲٬۰۲۷           | ۱۲٬۳۹۶           | ۱۲٬۷۶۵        | استان آنتالیا       |
| ۴۰۴                               | کوجالی           | ۱۰٬۱۳۱           | ۱۳٬۷۹۳           | ۱۳٬۰۸۹           | ۱۲٬۹۲۱           | ۱۲٬۷۵۳        | استان سقاریه        |
| ۴۰۵                               | چاغلایان‌جریت     | ۱۰٬۴۳۵           | ۱۲٬۶۴۲           | ۱۲٬۴۵۴           | ۱۲٬۵۷۲           | ۱۲٬۶۹۰        | استان قهرمان مرعش   |
| ۴۰۶                               | گرمنجیک          | ۱۲٬۲۸۵           | ۱۱٬۵۹۶           | ۱۲٬۴۵۳           | ۱۲٬۵۴۴           | ۱۲٬۶۳۵        | استان آیدین         |
| ۴۰۷                               | کادی‌کندی         | -                | ۲۶۳              | ۱۹۶              | ۶٬۴۰۴            | ۱۲٬۶۱۲        | استان شانلی‌اورفه    |
| ۴۰۸                               | قره‌آغاج شرقی     | ۱۲٬۲۵۳           | ۲۴٬۵۰۲           | ۹٬۵۳۸            | ۱۱٬۰۵۹           | ۱۲٬۵۸۰        | استان اسپارتا       |
| ۴۰۹                               | چلبی‌باغی         | ۴٬۳۵۶            | ۱۱٬۶۲۹           | ۱۲٬۶۹۳           | ۱۲٬۶۱۱           | ۱۲٬۵۲۹        | استان وان           |
| ۴۱۰                               | بونیان           | ۱۳٬۶۵۳           | ۱۲٬۵۱۰           | ۱۲٬۹۰۵           | ۱۲٬۷۰۵           | ۱۲٬۵۰۵        | استان قیصریه        |
| ۴۱۱                               | چنارجیک          | ۷٬۶۲۹            | ۸٬۹۵۳            | ۹٬۱۷۰            | ۱۰٬۸۱۶           | ۱۲٬۴۶۲        | استان یالوا         |
| ۴۱۲                               | شوهوت            | ۱۲٬۹۸۲           | ۱۳٬۶۳۰           | ۱۲٬۰۳۸           | ۱۲٬۲۳۶           | ۱۲٬۴۳۴        | استان افیون قره‌حصار |
| ۴۱۴                               | تاواس            | ۱۱٬۷۷۷           | ۱۱٬۷۰۰           | ۱۳٬۰۰۰           | ۱۲٬۷۰۹           | ۱۲٬۴۱۸        | استان دنیزلی        |
| ۴۱۵                               | موجور            | ۱۱٬۱۱۹           | ۱۴٬۶۷۶           | ۱۱٬۹۸۴           | ۱۲٬۱۹۷           | ۱۲٬۴۱۰        | استان قرشهر         |
| ۴۱۶                               | بشیک‌دوزو         | ۱۵٬۶۵۲           | ۲۹٬۷۶۶           | ۱۱٬۶۴۱           | ۱۲٬۰۲۰           | ۱۲٬۳۹۹        | استان ترابزون       |
| ۴۱۷                               | کومرو            | ۱۰٬۷۷۴           | ۱۸٬۰۵۷           | ۱۱٬۸۵۶           | ۱۲٬۱۱۶           | ۱۲٬۳۷۶        | استان اردو          |
| ۴۱۸                               | نالی‌حان          | ۱۱٬۶۳۸           | ۱۷٬۱۸۱           | ۱۲٬۸۹۵           | ۱۲٬۶۳۰           | ۱۲٬۳۶۵        | استان آنکارا        |
| ۴۱۹                               | اجی‌پیام          | ۸٬۰۵۴            | ۹٬۹۵۶            | ۱۲٬۰۰۲           | ۱۲٬۱۵۴           | ۱۲٬۳۰۶        | استان دنیزلی        |
| ۴۲۰                               | کینیک            | ۱۷٬۱۶۷           | ۱۳٬۱۳۶           | ۱۱٬۳۴۰           | ۱۱٬۷۵۲           | ۱۲٬۱۶۴        | استان ازمیر         |
| ۴۲۱                               | ساسون            | ۶٬۸۴۷            | ۹٬۷۰۵            | ۱۰٬۶۷۳           | ۱۱٬۳۶۳           | ۱۲٬۰۵۳        | استان باتمان        |
| ۴۲۲                               | ویزه (ترکیه)     | ۱۰٬۵۱۸           | ۱۰٬۶۲۸           | ۱۱٬۹۰۸           | ۱۱٬۹۶۶           | ۱۲٬۰۲۴        | استان قرقلرایلی     |
| ۴۲۳                               | هاس‌کوی           | ۱۰٬۵۳۲           | ۲۱٬۳۴۲           | ۱۶٬۹۷۸           | ۱۴٬۴۸۰           | ۱۱٬۹۸۲        | استان موش           |
| ۴۲۴                               | فینیکه           | ۶٬۷۰۰            | ۹٬۷۴۶            | ۱۰٬۵۰۹           | ۱۱٬۲۴۴           | ۱۱٬۹۷۹        | استان آنتالیا       |
| ۴۲۵                               | ویران‌شهر (ملطیه) | ۱۱٬۰۴۶           | ۱۳٬۵۱۷           | ۱۰٬۱۷۶           | ۱۱٬۰۱۵           | ۱۱٬۸۵۴        | استان ملطیه         |
| ۴۲۶                               | ایسجه‌حصار        | ۱۰٬۰۷۱           | ۱۰٬۵۴۲           | ۱۱٬۷۲۱           | ۱۱٬۷۷۳           | ۱۱٬۸۲۵        | استان افیون قره‌حصار |
| ۴۲۷                               | اوزالپ           | ۴٬۹۲۰            | ۶٬۹۹۷            | ۹٬۴۰۲            | ۱۰٬۵۹۶           | ۱۱٬۷۹۰        | استان وان           |
| ۴۲۸                               | چیفته‌لر          | ۱۱٬۵۴۰           | ۱۱٬۸۸۳           | ۱۱٬۸۸۷           | ۱۱٬۸۱۰           | ۱۱٬۷۳۳        | اسکی‌شهر             |
| ۴۲۹                               | کوزوجولو         | ۹٬۷۰۹            | ۱۱٬۳۰۹           | ۱۰٬۸۹۹           | ۱۱٬۲۷۹           | ۱۱٬۶۵۹        | استان ختای          |
| ۴۳۰                               | توموک            | ۹٬۲۸۲            | ۱۱٬۹۲۱           | ۱۰٬۳۸۴           | ۱۱٬۰۱۳           | ۱۱٬۶۴۲        | استان مرسین         |
| ۴۳۱                               | کوچیک‌کوی         | ۵٬۷۹۷            | ۹٬۰۸۸            | ۶٬۷۰۰            | ۹٬۱۶۴            | ۱۱٬۶۲۸        | استان بالیکسیر      |
| ۴۳۲                               | ازینه            | ۱۱٬۱۶۷           | ۱۳٬۳۰۹           | ۱۴٬۱۲۵           | ۱۲٬۸۵۷           | ۱۱٬۵۸۹        | استان چاناق‌قلعه     |
| ۴۳۳                               | تاشوا            | ۱۰٬۱۹۷           | ۱۵٬۵۵۶           | ۱۰٬۴۱۳           | ۱۰٬۹۹۷           | ۱۱٬۵۸۱        | استان آماسیه        |
| ۴۳۴                               | پینارحصار        | ۱۱٬۲۳۶           | ۱۱٬۲۶۳           | ۱۰٬۲۵۳           | ۱۰٬۹۱۳           | ۱۱٬۵۷۳        | استان قرقلرایلی     |
| ۴۳۵                               | آوانوس           | ۱۰٬۰۱۰           | ۱۱٬۹۲۱           | ۱۱٬۷۴۴           | ۱۱٬۶۴۷           | ۱۱٬۵۵۰        | استان نوشهر         |
| ۴۳۶                               | ینی‌جکوی          | ۳٬۶۷۲            | ۱۰٬۰۰۰           | ۱۱٬۴۸۷           | ۱۱٬۵۰۹           | ۱۱٬۵۳۱        | استان بورسا         |
| ۴۳۷                               | کارگی‌پیناری      | ۸٬۶۷۷            | ۱۲٬۷۴۱           | ۱۱٬۷۰۹           | ۱۱٬۵۹۰           | ۱۱٬۵۵۹        | استان مرسین         |
| ۴۳۸                               | گوردس            | ۹٬۷۶۷            | ۱۰٬۸۰۹           | ۱۰٬۲۹۵           | ۱۰٬۸۴۵           | ۱۱٬۳۹۵        | استان مانیسا        |
| ۴۳۹                               | گل‌کوی            | ۱۸٬۱۴۹           | ۲۴٬۱۶۲           | ۱۲٬۰۶۵           | ۱۱٬۷۱۵           | ۱۱٬۳۶۵        | استان اردو          |
| ۴۴۰                               | زارا (ترکیه)     | ۱۶٬۳۵۳           | ۱۷٬۸۴۵           | ۱۲٬۳۳۷           | ۱۱٬۸۳۵           | ۱۱٬۳۳۳        | استان سیواس         |
| ۴۴۱                               | اومورلو          | ۹٬۱۵۷            | ۱۰٬۴۳۶           | ۱۱٬۵۹۵           | ۱۱٬۴۳۹           | ۱۱٬۲۸۳        | استان آیدین         |
| ۴۴۲                               | نوزده مه         | ۶٬۲۱۲            | ۸٬۹۲۸            | ۱۱٬۴۱۷           | ۱۱٬۳۲۹           | ۱۱٬۲۴۱        | استان سامسون        |
| ۴۴۳                               | گرزه             | ۸٬۷۳۶            | ۱۰٬۰۱۳           | ۹٬۹۸۵            | ۱۰٬۶۱۸           | ۱۱٬۲۵۱        | استان سینوپ         |
| ۴۴۴                               | داتچا            | ۵٬۰۲۲            | ۸٬۱۰۸            | ۸٬۸۳۹            | ۱۰٬۰۳۴           | ۱۱٬۲۲۹        | استان موغله         |
| ۴۴۵                               | پینارباشی        | ۱۱٬۳۶۴           | ۱۲٬۰۷۵           | ۱۲٬۶۵۴           | ۱۱٬۹۲۷           | ۱۱٬۲۰۰        | استان قیصریه        |
| ۴۴۶                               | چنار             | ۱۰٬۰۸۰           | ۱۳٬۲۸۲           | ۱۲٬۷۲۵           | ۱۱٬۹۳۶           | ۱۱٬۱۴۷        | استان دیاربکر       |
| ۴۴۷                               | آیانجیک          | ۱۰٬۴۱۸           | ۱۰٬۹۱۹           | ۱۰٬۹۹۱           | ۱۱٬۰۶۷           | ۱۱٬۱۴۳        | استان سینوپ         |
| ۴۴۸                               | لیجه             | ۱۲٬۲۲۷           | ۱۱٬۹۲۷           | ۱۳٬۱۱۸           | ۱۲٬۱۱۱           | ۱۱٬۱۰۴        | استان دیاربکر       |
| ۴۴۹                               | آلاچام           | ۱۲٬۰۹۷           | ۱۱٬۹۵۰           | ۱۱٬۳۲۱           | ۱۱٬۲۰۳           | ۱۱٬۰۸۵        | استان سامسون        |
| ۴۵۰                               | سرین‌حصار         | ۱۷٬۱۱۲           | ۱۵٬۸۶۴           | ۱۰٬۶۹۹           | ۱۰٬۸۷۰           | ۱۱٬۰۴۱        | استان دنیزلی        |
| ۴۵۱                               | یالی‌کاواک        | ۳٬۷۸۰            | ۸٬۰۰۰            | ۸٬۷۰۱            | ۹٬۸۴۵            | ۱۰٬۹۸۹        | استان موغله         |
| ۴۵۲                               | یومرا            | ۷٬۳۳۵            | ۱۳٬۳۴۶           | ۹٬۸۳۸            | ۱۰٬۴۰۴           | ۱۰٬۹۷۰        | استان ترابزون       |
| ۴۵۳                               | یاشیل‌کوی         | ۸٬۵۶۲            | ۸٬۹۹۹            | ۱۰٬۲۰۵           | ۱۰٬۵۷۵           | ۱۰٬۹۴۵        | استان ختای          |
| ۴۵۴                               | خاوران (ترکیه)   | ۸٬۸۷۸            | ۱۰٬۱۲۲           | ۱۰٬۵۳۱           | ۱۰٬۷۱۳           | ۱۰٬۸۹۵        | استان بالیکسیر      |
| ۴۵۵                               | چوکورجه          | ۵٬۲۰۵            | ۷٬۴۷۱            | ۷٬۰۳۳            | ۸٬۹۵۷            | ۱۰٬۸۸۱        | استان حکاری         |
| ۴۵۶                               | بوزوا            | ۱۶٬۷۴۵           | ۱۹٬۸۴۸           | ۱۴٬۴۵۰           | ۱۲٬۶۵۷           | ۱۰٬۸۶۴        | استان شانلی‌اورفه    |
| ۴۵۷                               | لاپسکی           | ۵٬۷۸۹            | ۸٬۴۸۹            | ۱۰٬۶۱۲           | ۱۰٬۷۲۷           | ۱۰٬۸۴۲        | استان چاناق‌قلعه     |
| ۴۵۸                               | آلتینوا          | ۸٬۴۶۹            | ۱۰٬۷۹۱           | ۱۰٬۲۷۳           | ۱۰٬۵۵۶           | ۱۰٬۸۳۹        | استان بالیکسیر      |
| ۴۵۹                               | امت              | ۱۲٬۲۴۶           | ۱۹٬۳۵۰           | ۱۰٬۱۹۸           | ۱۰٬۵۰۲           | ۱۰٬۸۰۶        | استان کوتاهیه       |
| ۴۶۰                               | اکچای            | -                | ۹٬۰۳۹            | ۹٬۰۹۵            | ۹٬۹۴۷            | ۱۰٬۷۹۹        | استان بالیکسیر      |
| ۴۶۱                               | دیوریغی          | ۱۷٬۶۶۴           | ۱۴٬۴۲۹           | ۱۱٬۹۸۰           | ۱۱٬۳۸۸           | ۱۰٬۷۹۶        | استان سیواس         |
| ۴۶۲                               | داودلار          | ۵٬۹۶۰            | ۶٬۹۰۳            | ۹٬۵۹۹            | ۱۰٬۱۲۳           | ۱۰٬۶۴۷        | استان آیدین         |
| ۴۶۳                               | قره‌آغاج (ترکیه)  | -                | ۵٬۳۸۵            | ۸٬۴۶۲            | ۹٬۵۲۵            | ۱۰٬۵۸۸        | استان ادرنه         |
| ۴۶۴                               | درین‌کویو         | ۸٬۵۸۰            | ۱۱٬۰۹۲           | ۱۰٬۲۱۱           | ۱۰٬۳۹۹           | ۱۰٬۵۸۷        | استان نوشهر         |
| ۴۶۵                               | چکرک             | ۱۰٬۳۹۸           | ۱۲٬۳۳۹           | ۱۱٬۳۹۴           | ۱۰٬۹۸۳           | ۱۰٬۵۷۲        | استان یوزگات        |
| ۴۶۶                               | ارمنیک           | ۱۲٬۵۹۲           | ۱۵٬۵۰۹           | ۱۰٬۶۸۳           | ۱۰٬۶۰۹           | ۱۰٬۵۳۵        | استان قرامان        |
| ۴۶۷                               | بورچکا           | ۶٬۱۰۲            | ۹٬۰۰۸            | ۱۰٬۴۳۳           | ۱۰٬۴۸۱           | ۱۰٬۵۲۹        | استان آرتوین        |
| ۴۶۸                               | مازی‌داغی         | ۹٬۵۲۶            | ۱۱٬۱۹۴           | ۱۰٬۲۹۷           | ۱۰٬۴۱۰           | ۱۰٬۵۲۳        | استان ماردین        |
| ۴۶۹                               | آلاچاتی          | ۷٬۱۸۷            | -                | ۷٬۲۰۶            | ۸٬۸۳۹            | ۱۰٬۴۷۲        | استان ازمیر         |
| ۴۷۰                               | کسکین            | ۲۰٬۰۴۴           | ۳۴٬۸۲۷           | ۱۱٬۲۷۱           | ۱۰٬۸۵۳           | ۱۰٬۴۳۵        | استان قیریق‌قلعه     |
| ۴۷۱                               | احمدلی (ترکیه)   | ۱۰٬۱۹۰           | ۱۱٬۰۱۱           | ۹٬۵۱۷            | ۹٬۹۶۹            | ۱۰٬۴۲۱        | استان مانیسا        |
| ۴۷۲                               | شفاعت‌لی          | ۱۳٬۱۷۱           | ۱۳٬۷۲۸           | ۱۱٬۰۱۰           | ۱۰٬۷۰۴           | ۱۰٬۳۹۸        | استان یوزگات        |
| ۴۷۳                               | چاماش            | ۱۰٬۴۳۰           | ۱۰٬۰۴۷           | ۹٬۰۱۵            | ۹٬۶۹۹            | ۱۰٬۳۸۳        | استان اردو          |
| ۴۷۴                               | هیمنه            | ۹٬۱۴۴            | ۱۱٬۳۱۳           | ۹٬۴۶۴            | ۹٬۹۲۲            | ۱۰٬۳۸۰        | استان آنکارا        |
| ۴۷۵                               | بایات            | ۸٬۰۹۰            | ۷٬۳۸۱            | ۷٬۴۶۰            | ۸٬۸۸۸            | ۱۰٬۳۱۶        | استان چوروم         |
| ۴۷۶                               | بویوک‌یونجالی     | ۴٬۴۷۳            | ۷٬۳۳۵            | ۹٬۳۹۰            | ۹٬۸۴۷            | ۱۰٬۳۰۴        | استان تکیرداغ       |
| ۴۷۷                               | تومارزا          | ۱۱٬۳۳۷           | ۱۰٬۹۶۳           | ۱۰٬۴۱۴           | ۱۰٬۳۴۷           | ۱۰٬۲۸۰        | استان قیصریه        |
| ۴۷۸                               | سلطان‌خانی        | ۸٬۳۹۷            | ۱۰٬۱۰۴           | ۱۰٬۴۲۷           | ۱۰٬۳۳۶           | ۱۰٬۲۴۵        | استان آق‌سرای        |
| ۴۷۹                               | کپز              | ۴٬۲۸۲            | ۷٬۹۱۸            | ۱۰٬۶۵۵           | ۱۰٬۴۳۴           | ۱۰٬۲۱۳        | استان چاناق‌قلعه     |
| ۴۸۰                               | تونچ‌بیلک         | ۷٬۴۴۹            | ۵٬۹۰۰            | ۴٬۳۱۷            | ۷٬۲۵۴            | ۱۰٬۱۹۱        | استان کوتاهیه       |
| ۴۸۱                               | عادل‌جواز         | ۱۰٬۱۰۳           | ۳۵٬۱۷۴           | ۲۴٬۷۲۷           | ۱۷٬۴۵۸           | ۱۰٬۱۸۹        | استان بتلیس         |
| ۴۸۲                               | بزدوقان          | ۸٬۰۳۴            | ۸٬۳۰۰            | ۹٬۲۷۷            | ۹٬۷۲۵            | ۱۰٬۱۷۳        | استان آیدین         |
| ۴۸۳                               | گواش             | ۹٬۹۹۴            | ۱۰٬۹۸۸           | ۱۱٬۰۴۲           | ۱۰٬۵۹۴           | ۱۰٬۱۴۶        | استان وان           |
| ۴۸۴                               | گلین‌کایا         | ۲٬۲۰۰            | ۶٬۴۷۰            | ۳٬۳۴۱            | ۶٬۷۰۷            | ۱۰٬۰۷۳        | استان ماردین        |
| ۴۸۵                               | عشق‌علی           | ۱۵٬۴۹۴           | ۱۵٬۵۴۸           | ۱۲٬۸۴۲           | ۱۱٬۴۵۵           | ۱۰٬۰۶۸        | استان ارزروم        |
| ۴۸۶                               | کنگل             | ۱۲٬۲۷۶           | ۱۲٬۰۹۹           | ۱۰٬۹۸۹           | ۱۰٬۵۲۲           | ۱۰٬۰۵۵        | استان سیواس         |
| ۴۸۷                               | تورقوت‌آلپ        | ۵٬۲۲۳            | ۷٬۴۳۷            | ۹٬۱۱۳            | ۹٬۵۸۴            | ۱۰٬۰۵۵        | استان مانیسا        |
| ۴۸۸                               | کوشک (ترکیه)     | ۶٬۰۲۲            | ۸٬۳۴۹            | ۹٬۵۴۴            | ۹٬۷۷۸            | ۱۰٬۰۱۲        | استان آیدین         |
| ۴۸۹                               | یاخشی‌خان         | ۵٬۶۹۵            | ۸٬۲۱۵            | ۹٬۱۶۶            | ۹٬۵۷۳            | ۹٬۹۸۰         | استان قیریق‌قلعه     |
| ۴۹۰                               | چیکچیلی          | -                | ۵٬۱۶۷            | ۷٬۷۰۱            | ۸٬۸۳۱            | ۹٬۹۶۱         | استان آنتالیا       |
| ۴۹۲                               | آجارلار          | ۶٬۵۵۴            | ۸٬۲۷۹            | ۹٬۷۵۶            | ۹٬۸۲۳            | ۹٬۸۹۰         | استان آیدین         |
| ۴۹۳                               | پوزانتی          | ۷٬۸۹۲            | ۹٬۶۲۷            | ۹٬۸۳۵            | ۹٬۸۵۹            | ۹٬۸۸۳         | استان آدانا         |
| ۴۹۴                               | ینیجه            | ۹٬۸۴۰            | ۱۱٬۲۲۸           | ۹٬۸۹۷            | ۹٬۸۸۴            | ۹٬۸۷۱         | استان قره‌بوک        |
| ۴۹۵                               | سیوری‌حصار        | ۱۰٬۴۹۰           | ۱۰٬۵۷۴           | ۱۰٬۲۹۳           | ۱۰٬۰۸۰           | ۹٬۸۶۷         | اسکی‌شهر             |
| ۴۹۶                               | اروح             | ۵٬۹۲۹            | ۷٬۲۲۶            | ۹٬۴۵۰            | ۹٬۶۱۷            | ۹٬۷۸۴         | استان سعرد          |
| ۴۹۷                               | گول‌مرمره         | ۱۰٬۹۷۶           | ۱۱٬۲۰۵           | ۹٬۹۳۸            | ۹٬۸۵۷            | ۹٬۷۷۶         | استان مانیسا        |
| ۴۹۸                               | کولپ             | ۷٬۴۷۲            | ۱۵٬۸۲۵           | ۱۱٬۴۷۴           | ۱۰٬۶۱۶           | ۹٬۷۵۸         | استان دیاربکر       |
| ۴۹۹                               | سوگوت            | ۹٬۴۷۰            | ۱۲٬۶۴۴           | ۱۵٬۷۶۱           | ۱۲٬۷۵۵           | ۹٬۷۴۹         | استان بیله‌جک        |
| ۵۰۰                               | تاش‌اوجو          | ۶٬۷۴۳            | ۱۰٬۴۶۶           | ۷٬۸۲۰            | ۸٬۷۷۷            | ۹٬۷۳۴         | استان مرسین         |
| ۵۰۱                               | اوباباشی         | ۵٬۰۷۰            | ۷٬۱۸۴            | ۱۰٬۱۹۲           | ۹٬۹۶۱            | ۹٬۷۳۰         | استان ختای          |
| ۵۰۲                               | فندق‌لی           | ۷٬۰۲۲            | ۱۱٬۰۴۳           | ۹٬۹۰۹            | ۹٬۸۰۳            | ۹٬۶۹۷         | استان ریزه          |
| ۵۰۳                               | پنج‌شنبه          | ۱۰٬۹۷۹           | ۱۰٬۸۰۴           | ۱۰٬۲۸۸           | ۹٬۹۴۳            | ۹٬۵۹۸         | استان اردو          |
| ۵۰۴                               | گل‌یاکا           | ۴٬۲۶۵            | ۸٬۵۷۲            | ۸٬۰۰۷            | ۸٬۷۷۸            | ۹٬۵۴۹         | استان دوزجه         |
| ۵۰۵                               | شبین قره‌حصار     | ۲۳٬۵۱۸           | ۳۶٬۷۱۳           | ۱۳٬۶۹۸           | ۱۱٬۵۹۹           | ۹٬۵۰۰         | استان گره‌سون        |
| ۵۰۶                               | آرابان           | ۱۴٬۲۷۵           | ۱۰٬۶۶۶           | ۹٬۸۰۵            | ۹٬۶۵۱            | ۹٬۴۹۷         | استان غازی‌عینتاب    |
| ۵۰۷                               | حصه              | ۷٬۷۱۴            | ۹٬۰۷۱            | ۹٬۱۱۷            | ۹٬۳۰۱            | ۹٬۴۸۵         | استان ختای          |
| ۵۰۸                               | آقچه‌داغ          | ۱۰٬۸۳۹           | ۱۳٬۴۳۲           | ۸٬۴۲۷            | ۸٬۹۴۸            | ۹٬۴۶۹         | استان ملطیه         |
| ۵۰۹                               | ساواش‌تپه         | ۱۰٬۰۵۳           | ۱۰٬۲۸۸           | ۹٬۲۹۶            | ۹٬۳۶۶            | ۹٬۴۳۶         | استان بالیکسیر      |
| ۵۱۰                               | کایناشلی         | ۵٬۸۷۸            | ۹٬۴۳۹            | ۹٬۳۲۹            | ۹٬۳۶۲            | ۹٬۳۹۵         | استان دوزجه         |
| ۵۱۱                               | قره‌یالان         | ۱۳٬۸۸۳           | ۱۱٬۱۸۷           | ۱۰٬۶۱۱           | ۹٬۹۷۲            | ۹٬۳۳۳         | استان ختای          |
| ۵۱۲                               | راشدیه           | ۱۲٬۳۲۱           | ۱۶٬۳۸۹           | ۸٬۸۹۲            | ۹٬۱۰۸            | ۹٬۳۲۴         | استان توقات         |
| ۵۱۳                               | خیزان            | ۵٬۸۸۰            | ۱۱٬۰۶۷           | ۱۱٬۲۰۵           | ۱۰٬۲۵۸           | ۹٬۳۱۱         | استان بتلیس         |
| ۵۱۴                               | سارایونو         | ۱۰٬۷۲۱           | ۱۰٬۳۸۶           | ۹٬۰۵۳            | ۹٬۱۶۹            | ۹٬۲۸۵         | استان قونیه         |
| ۵۱۵                               | هانی             | ۱۰٬۲۶۶           | ۱۰٬۹۱۸           | ۸٬۲۹۲            | ۸٬۷۷۸            | ۹٬۲۶۴         | استان دیاربکر       |
| ۵۱۶                               | پالو             | ۷٬۹۰۰            | ۱۰٬۱۰۳           | ۸٬۸۹۴            | ۹٬۰۶۹            | ۹٬۲۴۴         | استان الازیغ        |
| ۵۱۷                               | اینه‌بولو         | ۸٬۳۵۰            | ۹٬۴۸۶            | ۹٬۷۴۷            | ۹٬۴۶۵            | ۹٬۱۸۳         | استان قسطمونی       |
| ۵۱۸                               | هوناز            | ۶٬۳۳۳            | ۷٬۴۴۲            | ۹٬۲۳۹            | ۹٬۱۸۷            | ۹٬۱۳۵         | استان دنیزلی        |
| ۵۱۹                               | گورون            | ۹٬۸۸۶            | ۱۱٬۲۹۴           | ۱۰٬۲۳۱           | ۹٬۶۸۰            | ۹٬۱۲۹         | استان سیواس         |
| ۵۲۰                               | بشرلی            | ۵٬۴۵۶            | ۸٬۵۵۴            | ۸٬۵۷۳            | ۸٬۸۲۹            | ۹٬۰۸۵         | استان باتمان        |
| ۵۲۱                               | یاناک            | ۱۰٬۴۹۹           | ۱۲٬۷۳۴           | ۱۰٬۱۰۷           | ۹٬۵۶۱            | ۹٬۰۱۵         | استان قونیه         |
| ۵۲۲                               | یاشیل‌حسار        | ۱۱٬۹۰۴           | ۱۳٬۵۸۶           | ۹٬۷۴۷            | ۹٬۳۷۶            | ۹٬۰۰۵         | استان قیصریه        |
| ۵۲۳                               | آواسلار          | ۳٬۶۶۱            | ۸٬۴۹۳            | ۷٬۸۴۹            | ۸٬۴۲۴            | ۸٬۹۹۹         | استان آنتالیا       |
| ۵۲۴                               | ییلدیزلی         | ۱۵٬۲۴۹           | ۱۶٬۰۷۰           | ۹٬۸۶۷            | ۹٬۴۳۰            | ۸٬۹۹۳         | استان سیواس         |
| ۵۲۵                               | واراتو           | ۱۱٬۳۳۹           | ۱۶٬۳۸۲           | ۱۰٬۷۶۴           | ۹٬۸۷۶            | ۸٬۹۸۸         | استان موش           |
| ۵۲۶                               | ماوی‌کند          | ۶٬۲۲۴            | ۹٬۲۷۶            | ۸٬۰۳۳            | ۸٬۵۱۰            | ۸٬۹۸۷         | استان آنتالیا       |
| ۵۲۷                               | خلفتی            | ۴٬۱۲۸            | ۲٬۷۶۶            | ۱۰٬۲۳۸           | ۹٬۶۰۹            | ۸٬۹۸۰         | استان شانلی‌اورفه    |
| ۵۲۸                               | پرتک             | ۵٬۴۲۸            | ۵٬۷۳۷            | ۶٬۰۳۲            | ۷٬۴۹۶            | ۸٬۹۶۰         | استان تونج‌ایلی      |
| ۵۲۹                               | کوچوک‌دالیان      | ۴٬۸۶۶            | ۵٬۹۰۹            | ۸٬۰۹۵            | ۸٬۵۲۵            | ۸٬۹۵۵         | استان ختای          |
| ۵۳۰                               | چرکش             | ۸٬۵۷۹            | ۱۵٬۵۳۶           | ۸٬۵۷۲            | ۸٬۷۵۵            | ۸٬۹۳۸         | استان چانقری        |
| ۵۳۱                               | یازی‌کونک         | ۵٬۲۲۹            | ۱۲٬۰۰۰           | ۷٬۹۲۲            | ۸٬۴۲۶            | ۸٬۹۳۰         | استان الازیغ        |
| ۵۳۲                               | آکبز             | ۶٬۱۶۲            | ۶٬۴۷۸            | ۸٬۹۸۶            | ۸٬۹۵۶            | ۸٬۹۲۶         | استان ختای          |
| ۵۳۳                               | قره‌چوپان         | ۷٬۴۹۸            | ۱۲٬۶۸۳           | ۸٬۹۴۵            | ۸٬۹۰۱            | ۸٬۸۵۷         | استان ارزروم        |
| ۵۳۴                               | چاتال‌آغزی        | ۱۳٬۴۰۱           | ۷٬۹۴۵            | ۹٬۰۷۹            | ۸٬۹۲۷            | ۸٬۷۷۵         | استان زنگولداغ      |
| ۵۳۵                               | تک باشی          | ۴٬۸۵۱            | ۶٬۳۹۳            | ۸٬۵۴۱            | ۸٬۷۰۶            | ۸٬۸۷۱         | استان ختای          |
| ۵۳۷                               | قره‌داش           | ۹٬۰۲۵            | ۹٬۱۸۹            | ۸٬۳۵۸            | ۸٬۶۰۱            | ۸٬۸۴۴         | استان آدانا         |
| ۵۳۸                               | کوناجیک          | -                | ۴٬۰۳۵            | ۸٬۷۱۷            | ۸٬۷۷۵            | ۸٬۸۳۳         | استان موغله         |
| ۵۳۹                               | خینوس            | ۱۶٬۰۰۵           | ۲۷٬۵۰۴           | ۱۰٬۸۰۲           | ۹٬۸۰۳            | ۸٬۸۰۴         | استان ارزروم        |
| ۵۴۰                               | ایپسالا          | ۹٬۲۱۲            | ۸٬۴۷۱            | ۷٬۸۵۱            | ۸٬۳۱۸            | ۸٬۷۸۵         | استان ادرنه         |
| ۵۴۱                               | چوپانلار         | ۶٬۶۷۵            | -                | ۸٬۶۳۰            | ۸٬۷۰۶            | ۸٬۷۸۲         | استان افیون قره‌حصار |
| ۵۴۲                               | هاوسا            | ۹٬۲۳۷            | ۸٬۰۸۱            | ۸٬۵۴۷            | ۸٬۶۶۴            | ۸٬۷۸۱         | استان ادرنه         |
| ۵۴۳                               | یاکینجا          | ۱۰٬۸۸۴           | ۱۳٬۷۲۷           | ۱۰٬۰۰۵           | ۹٬۳۷۸            | ۸٬۷۵۱         | استان ملطیه         |
| ۵۴۴                               | بی‌اوغلی          | ۸٬۴۳۹            | ۸٬۲۵۳            | ۸٬۰۳۵            | ۸٬۳۸۸            | ۸٬۷۴۱         | استان قهرمان مرعش   |
| ۵۴۵                               | چاییرخان         | ۶٬۲۱۱            | ۹٬۰۰۰            | ۸٬۷۲۱            | ۸٬۷۱۹            | ۸٬۷۱۷         | استان آنکارا        |
| ۵۴۶                               | ساحل‌کنت          | ۵٬۳۱۷            | ۷٬۲۱۸            | ۸٬۲۱۱            | ۸٬۴۳۴            | ۸٬۶۵۷         | استان آنتالیا       |
| ۵۴۷                               | گل‌شهر (ترکیه)    | ۸٬۴۹۹            | ۹٬۳۷۷            | ۸٬۴۸۴            | ۸٬۵۶۹            | ۸٬۶۵۴         | استان نوشهر         |
| ۵۴۸                               | درنده            | ۱۱٬۴۸۸           | ۱۳٬۹۰۸           | ۹٬۶۸۵            | ۹٬۱۶۵            | ۸٬۶۴۵         | استان ملطیه         |
| ۵۴۹                               | لادیک            | ۸٬۰۶۱            | ۹٬۰۹۸            | ۸٬۶۴۰            | ۸٬۶۳۳            | ۸٬۶۲۶         | استان سامسون        |
| ۵۵۰                               | کورو             | -                | -                | ۵٬۰۰۶            | ۶٬۸۱۰            | ۸٬۶۱۴         | استان یالوا         |
| ۵۵۱                               | کستال            | ۳٬۶۱۰            | -                | ۶٬۸۸۶            | ۷٬۷۴۲            | ۸٬۵۹۸         | استان آنتالیا       |
| ۵۵۲                               | یلیش‌کرات         | ۹٬۸۷۱            | ۱۵٬۳۳۹           | ۱۱٬۱۹۴           | ۹٬۸۸۱            | ۸٬۵۶۸         | استان آغری          |
| ۵۵۳                               | سلطان‌کوی         | -                | -                | ۲٬۰۵۰            | ۵٬۲۹۷            | ۸٬۵۴۴         | استان تکیرداغ       |
| ۵۵۴                               | دیلک             | ۷٬۳۲۶            | ۸٬۱۶۸            | ۷٬۴۴۳            | ۷٬۹۸۶            | ۸٬۵۲۹         | استان ملطیه         |
| ۵۵۵                               | یئنی‌چیفتلیک      | ۳٬۷۲۱            | -                | ۵٬۶۵۰            | ۷٬۰۶۳            | ۸٬۴۷۶         | استان تکیرداغ       |
| ۵۵۶                               | تورونجووا        | ۷٬۳۷۱            | ۸٬۴۱۲            | ۸٬۶۲۹            | ۸٬۵۴۹            | ۸٬۴۶۹         | استان آنتالیا       |
| ۵۵۷                               | گوزجولر          | ۹٬۰۵۸            | ۷٬۲۰۸            | ۸٬۲۷۳            | ۸٬۳۷۱            | ۸٬۴۶۹         | استان ختای          |
| ۵۵۸                               | ساریلار          | -                | ۳٬۸۳۸            | ۶٬۵۵۰            | ۷٬۵۰۹            | ۸٬۴۶۸         | استان آنتالیا       |
| ۵۵۹                               | کویجئ‌قیز         | ۶٬۴۰۶            | ۷٬۵۲۳            | ۸٬۴۶۶            | ۸٬۴۶۷            | ۸٬۴۶۸         | استان موغله         |
| ۵۶۰                               | عینسیل           | ۶٬۷۱۳            | ۱۰٬۶۶۷           | ۷٬۹۷۰            | ۸٬۲۱۶            | ۸٬۴۶۲         | استان گره‌سون        |
| ۵۶۱                               | لادیک            | -                | -                | ۸٬۳۷۸            | ۸٬۴۰۴            | ۸٬۴۳۰         | استان قونیه         |
| ۵۶۲                               | ایدین‌جیک، مرسین  | ۷٬۰۴۰            | ۷٬۹۴۱            | ۷٬۸۵۱            | ۸٬۱۰۱            | ۸٬۳۵۱         | استان مرسین         |
| ۵۶۳                               | توزلوجا          | ۷٬۶۹۸            | ۸٬۸۲۷            | ۱۱٬۲۳۹           | ۹٬۷۹۰            | ۸٬۳۴۱         | استان ایغدیر        |
| ۵۶۴                               | چلیخان           | ۸٬۰۳۳            | ۱۱٬۳۰۶           | ۸٬۲۰۵            | ۸٬۲۵۳            | ۸٬۳۰۱         | استان آدیامان       |
| ۵۶۵                               | سوغوتلو          | ۳٬۵۹۹            | ۷٬۱۷۳            | ۹٬۴۳۵            | ۸٬۸۵۵            | ۸٬۲۷۵         | استان ترابزون       |
| ۵۶۶                               | کیراز            | ۷٬۸۵۰            | ۱۰٬۰۰۱           | ۸٬۶۸۳            | ۸٬۴۶۴            | ۸٬۲۴۵         | استان ازمیر         |
| ۵۶۷                               | کابالا           | ۵٬۹۶۳            | ۹٬۲۷۵            | ۱۰٬۹۵۱           | ۹٬۵۸۸            | ۸٬۲۲۵         | استان ماردین        |
| ۵۶۸                               | دجله (ترکیه)     | ۵٬۴۱۴            | ۹٬۸۶۱            | ۱۲٬۲۲۷           | ۱۰٬۲۱۹           | ۸٬۲۱۱         | استان دیاربکر       |
| ۵۶۹                               | ینیجه            | ۷٬۳۰۰            | ۱۷٬۱۹۹           | ۸٬۴۴۷            | ۸٬۳۲۰            | ۸٬۲۴۷         | استان مرسین         |
| ۵۷۰                               | توپراک‌کاله       | ۷٬۹۹۳            | ۸٬۴۱۳            | ۷٬۴۲۳            | ۷٬۸۰۳            | ۸٬۱۸۳         | استان عثمانیه       |
| ۵۷۱                               | یشیل‌یورت         | ۹٬۱۸۴            | ۱۱٬۹۹۸           | ۷٬۷۰۰            | ۷٬۹۴۰            | ۸٬۱۸۰         | استان ملطیه         |
| ۵۷۳                               | یارت‌باشی         | ۵٬۳۶۲            | ۸٬۰۱۴            | ۷٬۴۸۶            | ۷٬۸۲۸            | ۸٬۱۷۰         | استان الازیغ        |
| ۵۷۴                               | بوستان‌باشی       | ۲٬۲۱۲            | -                | ۵٬۳۳۷            | ۶٬۷۴۴            | ۸٬۱۵۱         | استان ملطیه         |
| ۵۷۵                               | ینیجه‌اوبا        | ۸٬۱۲۸            | ۹٬۱۹۴            | ۷٬۸۶۳            | ۸٬۰۰۳            | ۸٬۱۴۳         | استان قونیه         |
| ۵۷۶                               | ساوور            | ۶٬۲۴۴            | ۷٬۸۱۷            | ۸٬۹۴۲            | ۸٬۵۰۰            | ۸٬۰۵۸         | استان ماردین        |
| ۵۷۷                               | کاله (ترکیه)     | ۶٬۹۵۰            | ۷٬۱۸۹            | ۷٬۷۱۳            | ۷٬۸۶۴            | ۸٬۰۱۵         | استان دنیزلی        |
| ۵۷۸                               | ساواجو           | ۶٬۲۷۷            | ۷٬۹۳۲            | ۸٬۱۹۲            | ۸٬۰۶۳            | ۷٬۹۳۴         | استان آیدین         |
| ۵۷۹                               | آندیرلین         | ۷٬۵۰۶            | ۸٬۳۱۱            | ۸٬۰۲۶            | ۷٬۹۷۵            | ۷٬۹۲۴         | استان قهرمان مرعش   |
| ۵۸۰                               | کشاپ             | ۸٬۲۰۸            | ۹٬۴۷۵            | ۸٬۹۶۸            | ۸٬۴۴۳            | ۷٬۹۱۸         | استان گره‌سون        |
| ۵۸۱                               | حکیم‌خان          | ۱۳٬۶۱۲           | ۱۳٬۲۰۶           | ۷٬۷۰۸            | ۷٬۸۰۲            | ۷٬۸۹۶         | استان ملطیه         |
| ۵۸۲                               | اسماعیل (ترکیه)  | ۶٬۵۷۶            | ۷٬۳۱۷            | ۵٬۹۳۰            | ۶٬۹۰۹            | ۷٬۸۸۸         | استان قونیه         |
| ۵۸۳                               | ینیجه            | ۳٬۷۲۱            | ۴٬۵۳۲            | ۲٬۸۶۷            | ۵٬۳۷۷            | ۷٬۸۸۷         | استان آنکارا        |
| ۵۸۴                               | نارلی            | ۵٬۴۰۱            | ۸٬۷۹۸            | ۸٬۵۴۷            | ۸٬۲۱۵            | ۷٬۸۸۳         | استان قهرمان مرعش   |
| ۵۸۵                               | کویوجاک          | ۷٬۷۷۹            | ۷٬۲۸۲            | ۷٬۷۶۲            | ۷٬۸۱۳            | ۷٬۸۶۴         | استان آیدین         |
| ۵۸۶                               | گورگن‌تپه         | ۱۸٬۸۷۵           | ۱۸٬۳۱۳           | ۸٬۴۰۴            | ۸٬۱۳۰            | ۷٬۸۵۶         | استان اردو          |
| ۵۸۷                               | چیلیملی          | ۳٬۷۱۷            | ۷٬۱۴۷            | ۴٬۵۰۴            | ۶٬۱۶۸            | ۷٬۸۳۲         | استان دوزجه         |
| ۵۸۸                               | اورهانلی         | ۶٬۴۳۴            | ۸٬۰۷۱            | ۷٬۹۵۶            | ۷٬۸۸۸            | ۷٬۸۲۰         | استان بورسا         |
| ۵۸۹                               | بلدیبی           | ۱٬۳۷۶            | ۴٬۸۴۸            | ۸٬۵۴۶            | ۸٬۱۶۰            | ۷٬۷۷۴         | استان موغله         |
| ۵۹۰                               | گوله             | ۷٬۵۴۲            | ۱۰٬۴۷۸           | ۷٬۴۳۸            | ۷٬۵۸۸            | ۷٬۷۳۸         | استان اردهان        |
| ۵۹۱                               | آق‌تپه (ترکیه)    | ۷٬۹۱۷            | ۸٬۶۹۲            | ۸٬۰۰۷            | ۷٬۸۵۰            | ۷٬۶۹۳         | استان ختای          |
| ۵۹۲                               | آیواجیک          | ۵٬۵۹۵            | ۶٬۴۷۵            | ۷٬۶۰۹            | ۷٬۶۴۲            | ۷٬۶۷۵         | استان چاناق‌قلعه     |
| ۵۹۳                               | چاییرالان        | ۷٬۶۴۴            | ۱۴٬۰۴۶           | ۸٬۴۲۵            | ۸٬۰۳۹            | ۷٬۶۵۳         | استان یوزگات        |
| ۵۹۴                               | بوزکیر           | ۹٬۴۷۲            | ۱۰٬۴۸۳           | ۶٬۸۰۱            | ۷٬۲۱۷            | ۷٬۶۳۳         | استان قونیه         |
| ۵۹۶                               | سارای‌کنت         | ۶٬۰۵۹            | ۹٬۲۲۴            | ۸٬۹۷۶            | ۸٬۳۰۰            | ۷٬۶۲۴         | استان یوزگات        |
| ۵۹۷                               | تونیا            | ۱۱٬۰۵۸           | ۱۲٬۶۶۶           | ۷٬۷۱۱            | ۷٬۶۶۰            | ۷٬۶۰۹         | استان ترابزون       |
| ۵۹۸                               | کاواک            | ۵٬۷۴۵            | ۷٬۸۷۱            | ۸٬۶۲۹            | ۸٬۱۱۷            | ۷٬۶۰۵         | استان سامسون        |
| ۵۹۹                               | کچی‌بورلو         | ۸٬۹۵۵            | ۱۰٬۳۹۰           | ۷٬۲۸۳            | ۷٬۴۱۹            | ۷٬۵۵۵         | استان اسپارتا       |
| ۶۰۰                               | چولاکلی          | ۵٬۷۳۵            | ۱۰٬۷۱۹           | ۵٬۱۶۱            | ۶٬۳۴۹            | ۷٬۵۳۷         | استان آنتالیا       |
| ۶۰۱                               | اواایمیر         | ۵٬۲۱۱            | ۶٬۵۱۸            | ۷٬۰۴۹            | ۷٬۲۹۳            | ۷٬۵۳۷         | استان آیدین         |
| ۶۰۲                               | ایچری‌چورما       | ۸٬۵۱۷            | ۱۲٬۳۳۵           | ۷٬۴۶۰            | ۷٬۴۶۵            | ۷٬۴۷۰         | استان قونیه         |
| ۶۰۳                               | ماچکا            | ۷٬۶۷۳            | ۱۰٬۷۰۰           | ۵٬۰۶۳            | ۶٬۲۶۲            | ۷٬۴۶۱         | استان ترابزون       |
| ۶۰۴                               | بیتز             | ۲٫۰۹۴            | ۵٬۲۰۷            | ۵٬۲۱۷            | ۶٬۳۱۷            | ۷٬۴۱۷         | استان موغله         |
| ۶۰۵                               | یاغلی‌دره         | ۴٬۸۹۹            | ۴٬۳۳۶            | ۸٬۱۲۷            | ۷٬۷۵۸            | ۷٬۳۸۹         | استان گره‌سون        |
| ۶۰۶                               | چارشی‌باشی        | ۶٬۶۴۹            | ۸٬۵۳۲            | ۷٬۱۵۴            | ۷٬۲۶۶            | ۷٬۳۷۸         | استان ترابزون       |
| ۶۰۷                               | دوراغان          | ۷٬۴۳۲            | ۹٬۷۲۵            | ۷٬۲۹۰            | ۷٬۳۳۲            | ۷٬۳۷۴         | استان سینوپ         |
| ۶۰۸                               | کوزاکلی          | ۷٬۵۵۶            | ۷٬۷۵۵            | ۶٬۷۷۱            | ۷٬۰۶۵            | ۷٬۳۵۹         | استان نوشهر         |
| ۶۰۹                               | پیرعزیز (ترکیه)  | ۸٬۲۰۱            | ۹٬۴۱۶            | ۷٬۶۴۰            | ۷٬۴۸۳            | ۷٬۳۲۶         | استان گره‌سون        |
| ۶۱۰                               | بکبله            | ۵٬۴۷۸            | -                | ۷٬۴۸۲            | ۷٬۳۹۹            | ۷٬۳۱۶         | استان ختای          |
| ۶۱۱                               | شکروبا           | ۴٬۹۱۹            | ۶٬۲۲۵            | ۷٬۰۰۹            | ۷٬۱۵۶            | ۷٬۳۰۳         | استان قهرمان مرعش   |
| ۶۱۲                               | آریتاش           | ۹٬۷۸۳            | ۸٬۶۹۰            | ۵٬۹۶۹            | ۶٬۶۲۶            | ۷٬۲۸۳         | استان قهرمان مرعش   |
| ۶۱۳                               | آتچه             | ۷٬۷۶۳            | ۷٬۶۶۰            | ۷٬۵۱۸            | ۷٬۳۹۶            | ۷٬۲۷۴         | استان آیدین         |
| ۶۱۴                               | گوکچه‌بی          | ۵٬۸۶۲            | ۷٬۹۳۹            | ۷٬۴۷۹            | ۷٬۳۷۶            | ۷٬۲۷۳         | استان زنگولداغ      |
| ۶۱۵                               | اولوکیشلا        | ۵٬۵۴۵            | ۶٬۳۶۸            | ۴٬۹۷۹            | ۶٬۱۲۴            | ۷٬۲۶۹         | استان نیغده         |
| ۶۱۶                               | گولوچ            | ۵٬۰۸۲            | ۵٬۹۵۵            | ۷٬۶۵۵            | ۷٬۴۵۲            | ۷٬۲۴۹         | استان زنگولداغ      |
| ۶۱۷                               | آلتینوا          | ۲٬۱۷۶            | -                | ۳٬۴۲۹            | ۵٬۳۳۰            | ۷٬۲۳۱         | استان یالوا         |
| ۶۱۸                               | ساکچاگوزه        | ۴٬۵۷۹            | -                | ۴٬۳۸۹            | ۵٬۸۰۸            | ۷٬۲۲۷         | استان غازی‌عینتاب    |
| ۶۱۹                               | آتایورت          | ۳٬۶۰۰            | ۷٬۱۲۰            | ۷٬۴۰۳            | ۷٬۳۱۰            | ۷٬۲۱۷         | استان مرسین         |
| ۶۲۰                               | ایشیکلار         | ۵٬۰۱۴            | ۷٬۳۳۴            | ۷٬۱۱۸            | ۷٬۱۳۵            | ۷٬۱۵۲         | استان افیون قره‌حصار |
| ۶۲۲                               | اولوبورلو        | ۱۲٬۹۴۷           | -                | ۵٬۸۱۷            | ۶٬۴۷۹            | ۷٬۱۴۱         | استان اسپارتا       |
| ۶۲۳                               | گوینوک           | ۴٬۲۶۶            | ۱۰٬۱۱۹           | ۵٬۶۶۶            | ۶٬۴۰۱            | ۷٬۱۳۶         | استان بورسا         |
| ۶۲۴                               | ایلگاز           | ۸٬۱۳۶            | -                | ۶٬۹۸۱            | ۷٬۰۵۱            | ۷٬۱۲۱         | استان چانقری        |
| ۶۲۵                               | آتاکنت           | ۴٬۷۵۱            | ۱۴٬۵۵۳           | ۵٬۶۱۲            | ۶٬۳۶۲            | ۷٬۱۱۲         | استان مرسین         |
| ۶۲۶                               | چیچک‌داغی         | ۶٬۴۶۸            | -                | ۶٬۶۰۴            | ۶٬۸۵۶            | ۷٬۱۰۸         | استان قرشهر         |
| ۶۲۷                               | گوکچه            | ۳٬۱۴۸            | ۳٬۱۴۸            | ۶٬۵۶۳            | ۶٬۸۳۱            | ۷٬۰۹۹         | استان ماردین        |
| ۶۲۸                               | بخارکنت          | ۵٬۷۹۵            | ۷٬۰۷۴            | ۶٬۸۱۳            | ۶٬۹۵۵            | ۷٬۰۹۷         | استان آیدین         |
| ۶۲۹                               | ولیمشه           | ۴٬۰۳۴            | ۵٬۰۰۳            | ۶٬۴۸۵            | ۶٬۷۷۷            | ۷٬۰۶۹         | استان تکیرداغ       |
| ۶۳۰                               | شیران            | ۸٬۱۴۷            | ۱۱٬۹۷۷           | ۷٬۵۱۱            | ۷٬۲۶۱            | ۷٬۰۱۱         | استان گوموش‌خانه     |